# Sabena
La Sabena, acronyme pour Société anonyme belge d'exploitation de la navigation aérienne, était la compagnie aérienne nationale belge (Code IATA : SN ; code OACI : SAB), fondée le 23 mai 1923 et déclarée en faillite le 7 novembre 2001.
À cette date, elle constituait l'une des plus anciennes compagnies aériennes, juste derrière KLM et Avianca, créées en 1919. C'est également la plus grosse faillite de l'histoire du Royaume, le groupe Sabena employant à l'époque autour de 13 000 personnes.
La société fut divisée en filiales dans les années 1980 et certaines d'entre elles existent toujours, comme la Sabena Technics.

## Histoire

### Les prémices

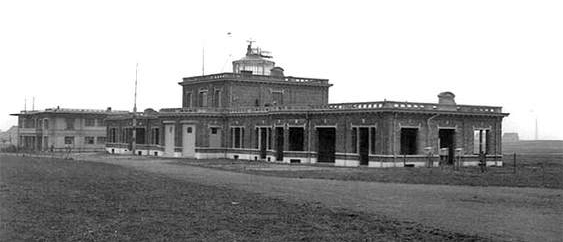
La première base de la Sabena fut l'aérodrome de Haren, où se trouve aujourd'hui le siège de l'OTAN.

En 1919, soit juste après la Première Guerre mondiale, le roi Albert Ier crée l'administration de l'aéronautique, présidée par le colonel Roland Van Crombrugge et charge l'un des pionniers de l'aviation belge, Georges Nélis, alors capitaine-commandant dans « l'aviation militaire belge », de fonder le SNETA (Syndicat (puis Société) national pour l'étude du transport aérien) et d'envisager la création de lignes commerciales en Europe et en Afrique. Une initiative qui passe du projet à la réalité dès 1920, depuis l'aérodrome de Haren (au nord-est de Bruxelles, avec le lancement d'une flotte aérienne constituée d'ex appareils militaires reconvertis en transporteurs civils, qui sillonnent l'Europe (liaisons Bruxelles-Londres et Bruxelles-Paris) mais aussi la colonie du Congo (ouverture d'une section Léopoldville-Stanleyville). Cette année là est également fondée la Société anonyme belge de constructions aéronautiques (SABCA) à Haren, toujours en activité aujourd'hui. Fort des succès engendrés lors de cette première étape, le SNETA favorise l'adoption par le gouvernement belge d'un projet de création d'une compagnie nationale chargée de reprendre l'héritage aérien présent et de le développer. Une initiative qui se matérialisera sous le nom de SABENA (Société anonyme belge d'exploitation de la navigation aérienne) à laquelle on assigne une nouvelle mission : assurer des liens aériens entre la métropole et sa colonie congolaise.

### Création et débuts

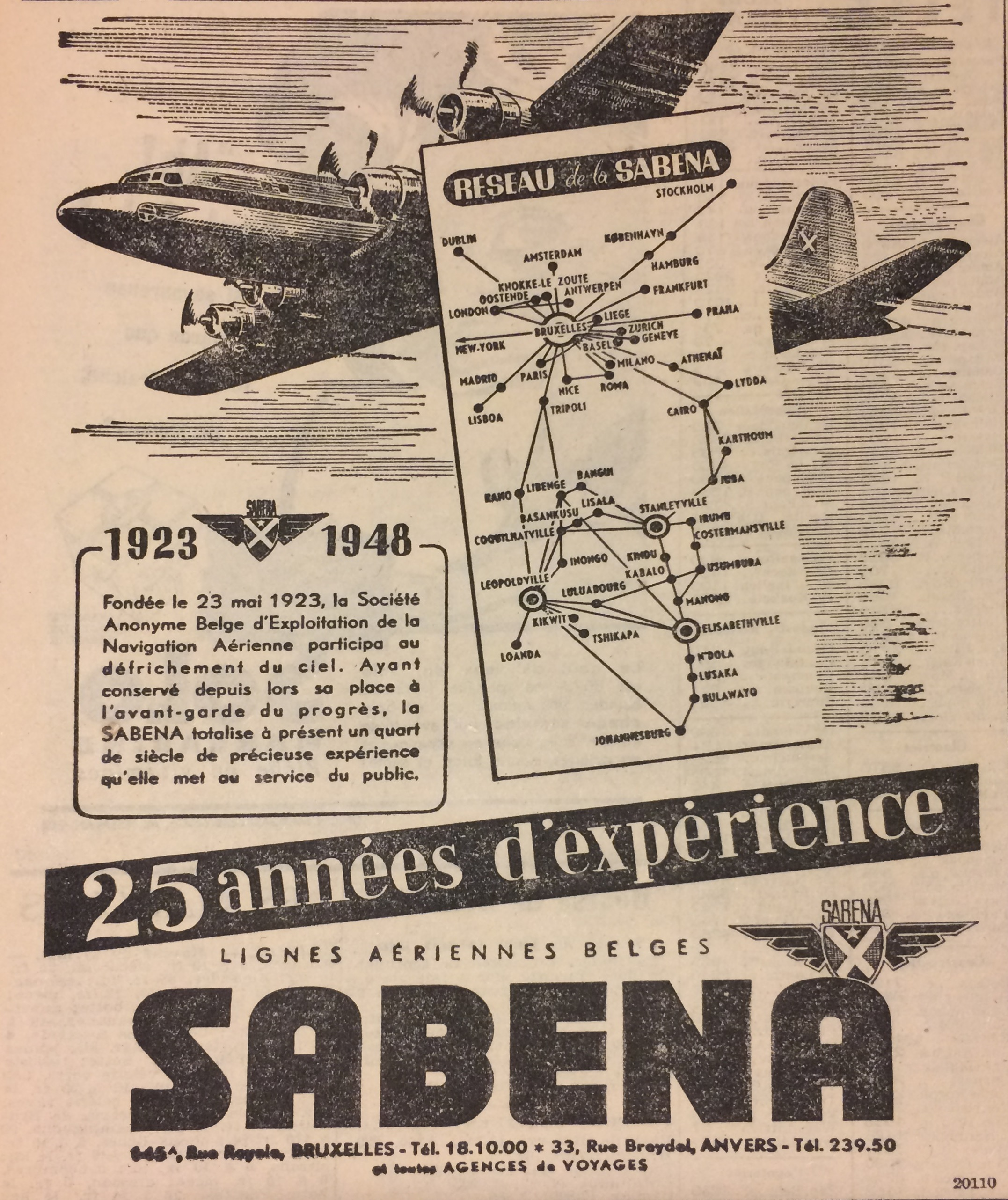
La colonie du Congo joua un rôle majeur dans le développement de la Sabena et de son réseau africain.

La Sabena est officiellement créée le 23 mai 1923 par trois acteurs : le SNETA (Syndicat national pour l'étude du transport aérien), l'État belge et le Congo belge avec un capital initial  de 6 millions de francs belges. Son premier directeur général est Georges Nélis. C'est à cette date qu'à lieu le premier vol de la compagnie, une opération cargo entre Bruxelles et Lympne, en Angleterre, avec une escale à Ostende, effectuée par un De Havilland DH-9.
Les premières lignes aériennes régulières débutent la même année depuis l'aérodrome de Haren vers Amsterdam, Bâle et Strasbourg, puis vers Brême et Copenhague l'année suivante. Le premier vol payant de la compagnie eut lieu le 1er avril 1924 de Rotterdam à Strasbourg avec escale à Bruxelles.
Le 12 février 1925, les aviateurs Edmond Thieffry, Léopold Roger et Joseph De Brycker réussissent l'exploit de convoyer leur biplan Handley Page W8F, surnommé Princesse Marie-José (en l'honneur de Marie-José de Belgique), de Bruxelles à Léopoldville. Une opération aérienne qui sera l'antichambre du développement futur des liaisons aériennes très importantes entre la Belgique et le continent africain, notamment avec la création de la ligne aérienne Belgique-Congo en 1935, soit dix ans plus tard. En effet, le Congo est alors une colonie belge depuis 1908, et son immense territoire se prêtait particulièrement au développement d'un réseau intérieur, ce qui était peu réalisable en Belgique vu sa géographie et se taille restreinte.
En 1929, la Sabena se voit équipée notamment d'appareils néerlandais de type Fokker pour l'exploitation européenne de son réseau, ainsi que des Savoia-Marchetti pour ce qui concerne l'Afrique.
La Sabena connut son premier crash majeur le 10 décembre 1935 lorsqu'un Savoia-Marchetti S.73 opérant un vol entre Bruxelles et Londres s'écrase près de Tatsfield, en Angleterre, faisant 11 morts. Un autre accident important se produisit le 16 novembre 1937 à l'aéroport d'Ostende lorsqu'un Junkers Ju 52 assurant un vol entre Munich et Londres s'écrase, tuant les 12 personnes à bord, dont les 9 passagers étaient des membres de la famille grand-ducale de Hesse.

### L'après-guerre

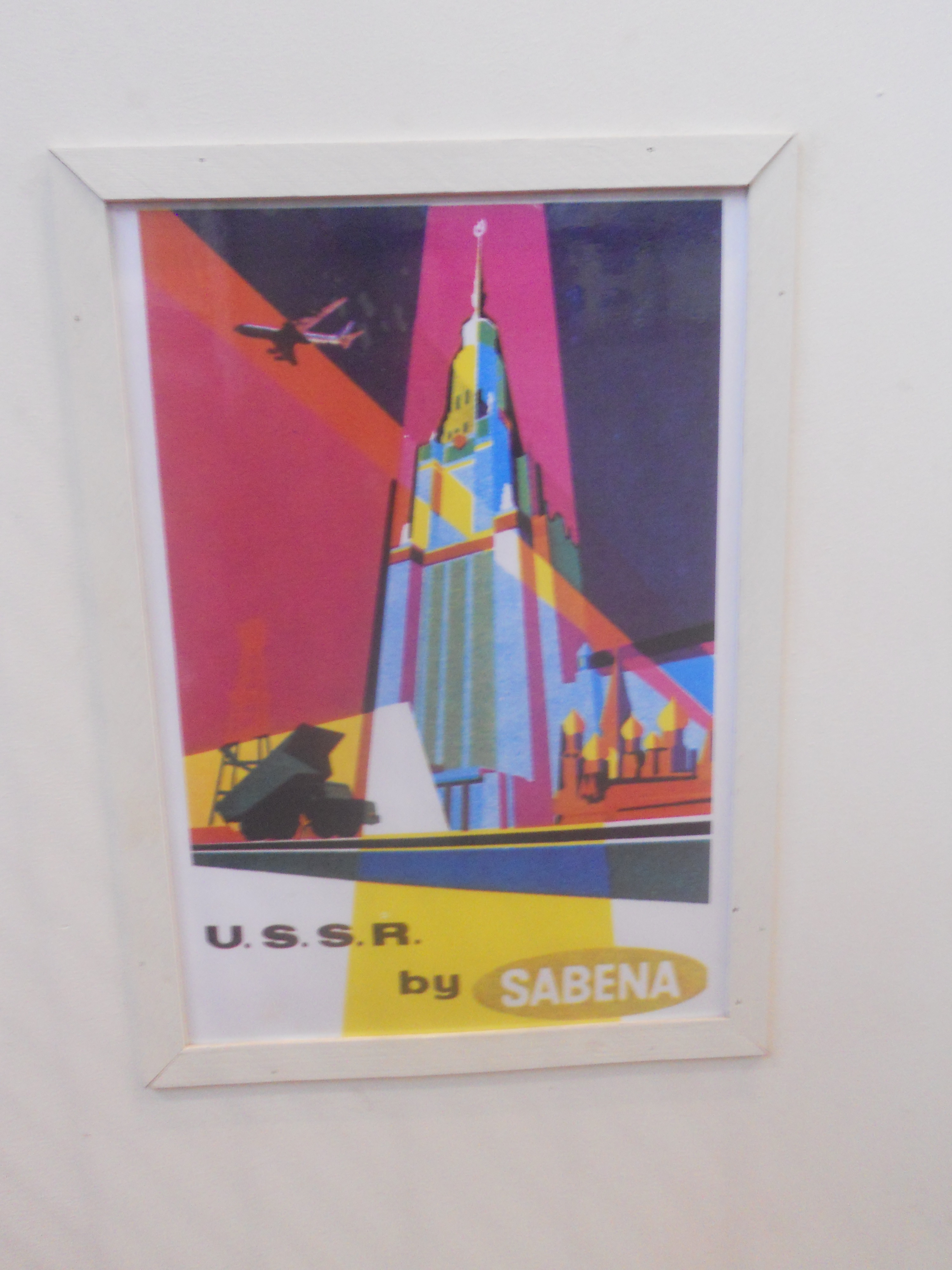
Affiche promotionnelle de vols Sabena vers l'URSS.

Pendant la Seconde Guerre mondiale, les activités aériennes de la Sabena sont interrompues totalement en Belgique mais continuent au Congo.
A la fin du conflit mondial, la compagnie suit le schéma général de l'évolution très importante du transport aérien commercial. Elle étend sa flotte avec l'introduction du célèbre DC-3 Dakota, qui servait autrefois de transporteur de troupes dans l'US Air Force. En sus de la généralisation des hôtesses à bord, la compagnie se dote de DC-4, DC-6 et DC-7. Elle déménage progressivement ses opérations de sa base initiale, l'aérodrome de Haren, vers de nouvelles installations plus modernes : l'aéroport de Bruxelles-National à Melsbroek situé à cheval sur les communes actuelles de Steenokkerzeel et de Zaventem, à l'est de Bruxelles, initialement construit comme base militaire par les Allemands en 1940 et qui continuera de garder une partie militaire en utilisant les pistes civiles : la base aérienne de Melsbroek.
Le 30 juillet 1946, la Sabena créée également à Haren sa compagnie charter : la Sobelair (qui restera en activité jusqu'au 19 janvier 2004, soit un peu moins de 3 ans après sa consœur).
Le 4 juin 1947 a lieu l'inauguration de la première ligne transatlantique entre Bruxelles et New York, opérée en DC-4. Cette ligne avait fait l'objet de nombreux vols d'essai avant d'être mise en service, dont l'un d'eux resta tristement célèbre : le crash du vol Bruxelles-New-York à Gander (Canada), le 18 septembre 1946, qui fit 27 morts.
L'année 1948 est particulièrement tragique pour la Sabena qui subit trois crashs mortels en l'espace de 6 mois (le vol Bruxelles-Londres le 2 mars, le vol Léopoldville-Bruxelles, le 12 mai puis le vol Manono-Élizabethville le 31 août).
Le 14 octobre 1953, la compagnie connait ce qui est alors son plus tragique accident: le crash du vol Salzbourg-Bruxelles qui fait 44 morts près de Kelsterbach, en Allemagne.

#### Le réseau héliporté
Dans les années 1950, la Sabena développe un parc d'hélicoptères qui desservent les principales villes du royaume, Bruxelles, Anvers, Liège, Ostende, etc. Le réseau s'étendra ensuite au-delà des frontières vers la France, les Pays-Bas et l'Allemagne. Elle est notamment à l'origine de la construction de l'héliport de Bruxelles-Allée-Verte, inauguré le 1er aout 1953.
Le 21 aout 1950, la Sabena inaugure son circuit postal héliporté en collaboration avec la poste belge. Il est effectué par trois hélicoptères Bell 47D qui desservaient neuf villes du royaume dont Libramont, en Ardenne, réputé pour son climat hivernal rigoureux qui obligeait parfois les pilotes à se poser plus loin, à Jemelle. Le circuit était assuré quotidiennement, sauf le dimanche. En 1953 les hélicoptères Bell sont remplacés par des Sikorsky S-55. Ce service fut finalement arrêté le 15 septembre 1959.
Lors des graves inondations de 1953 dans le Royaume et aux Pays-Bas, les appareils de la compagnie avec des équipages civils belges vont participer aux secours et à la reconstruction des digues.
En 1958, la Sabena mise gros sur l'exposition universelle de Bruxelles. Elle assure des liaisons directes vers le plateau du Heysel.
De 1956 à 1964, la compagnie entretient une ligne d'hélicoptères entre Bruxelles et Paris et retour. Les héliports étaient situés en pleine ville, à Bruxelles à l'Allée Verte, soit à 10 minutes de la place de Brouckère, à Paris sur l'esplanade des Invalides.

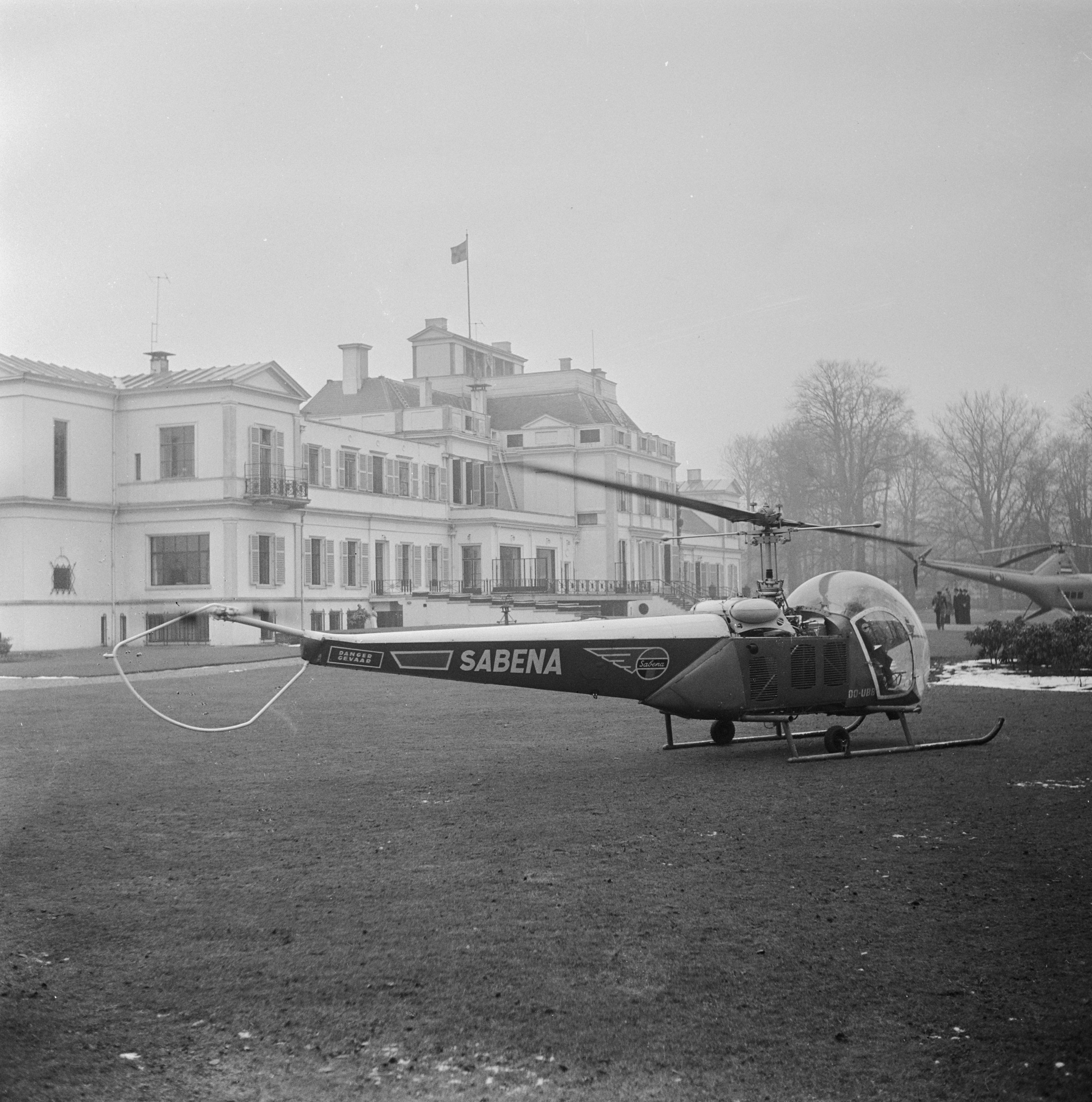
Un hélicoptère Bell 47D de la Sabena au palais de Soestdijk à Utrecht en 1953.
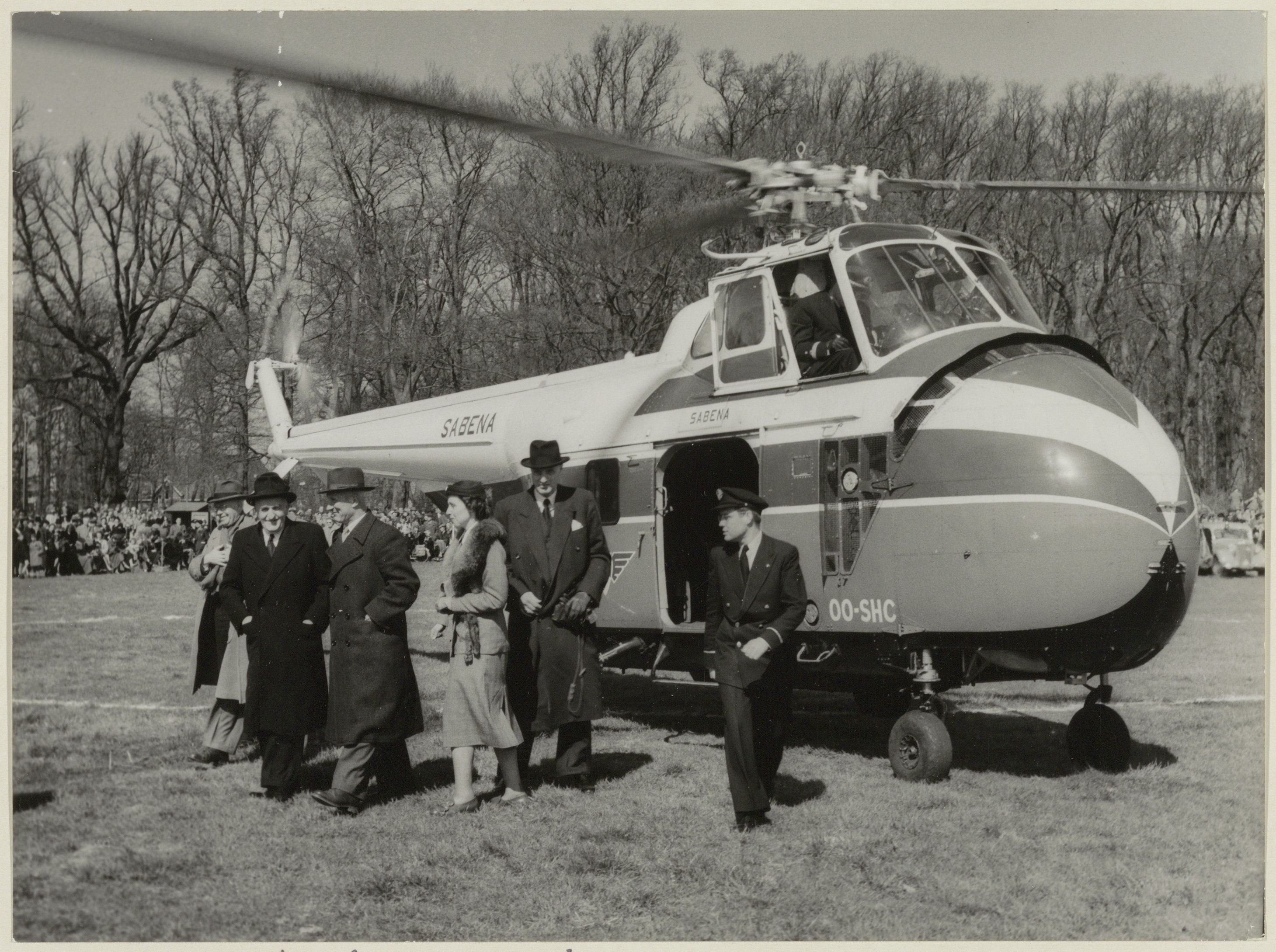
Un Sikorsky S-55 de la Sabena.
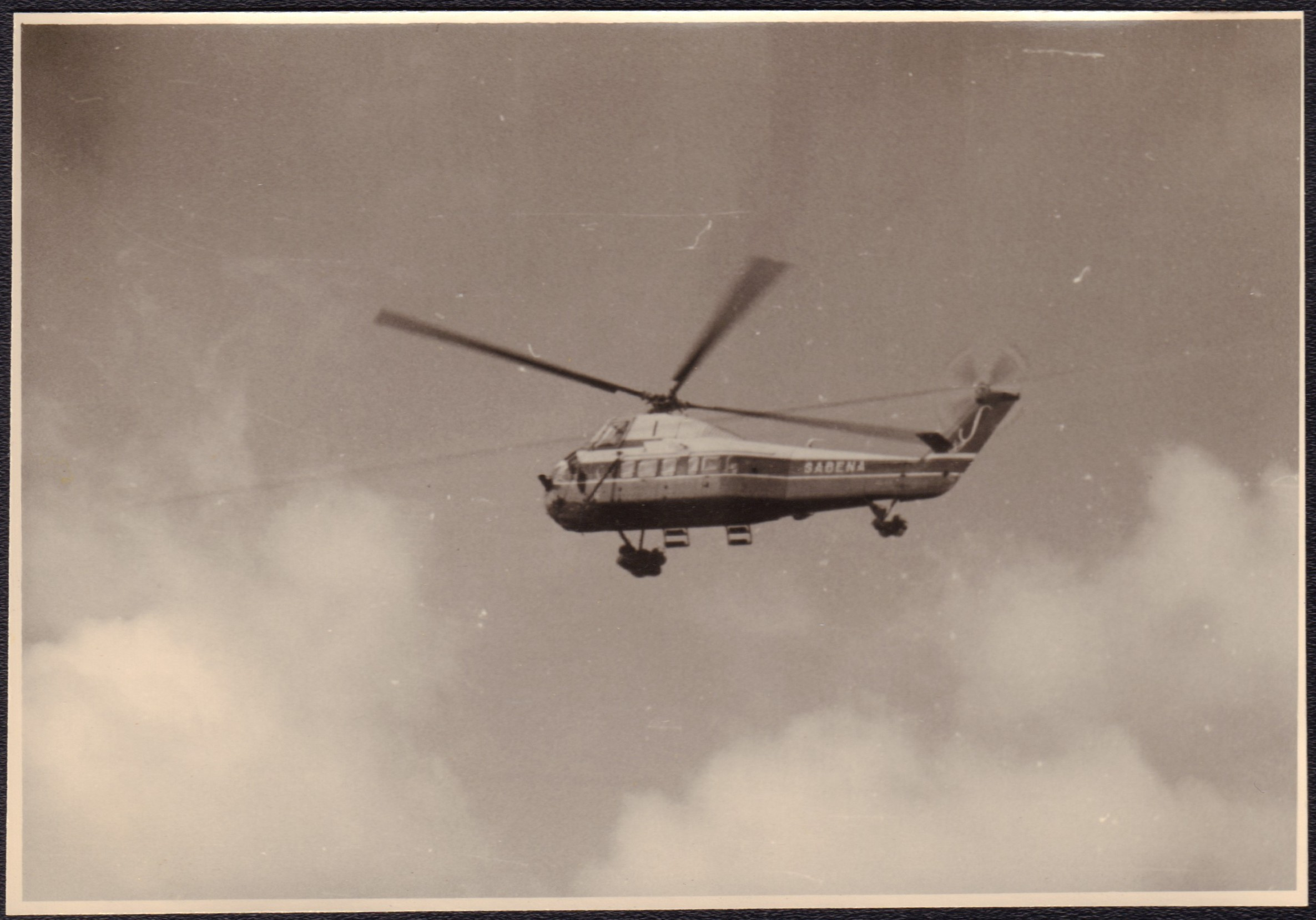
L'un des hélicoptères de la Sabena lors d'un vol de démonstration pour l'Exposition universelle de 1958.

#### L'ère des jets

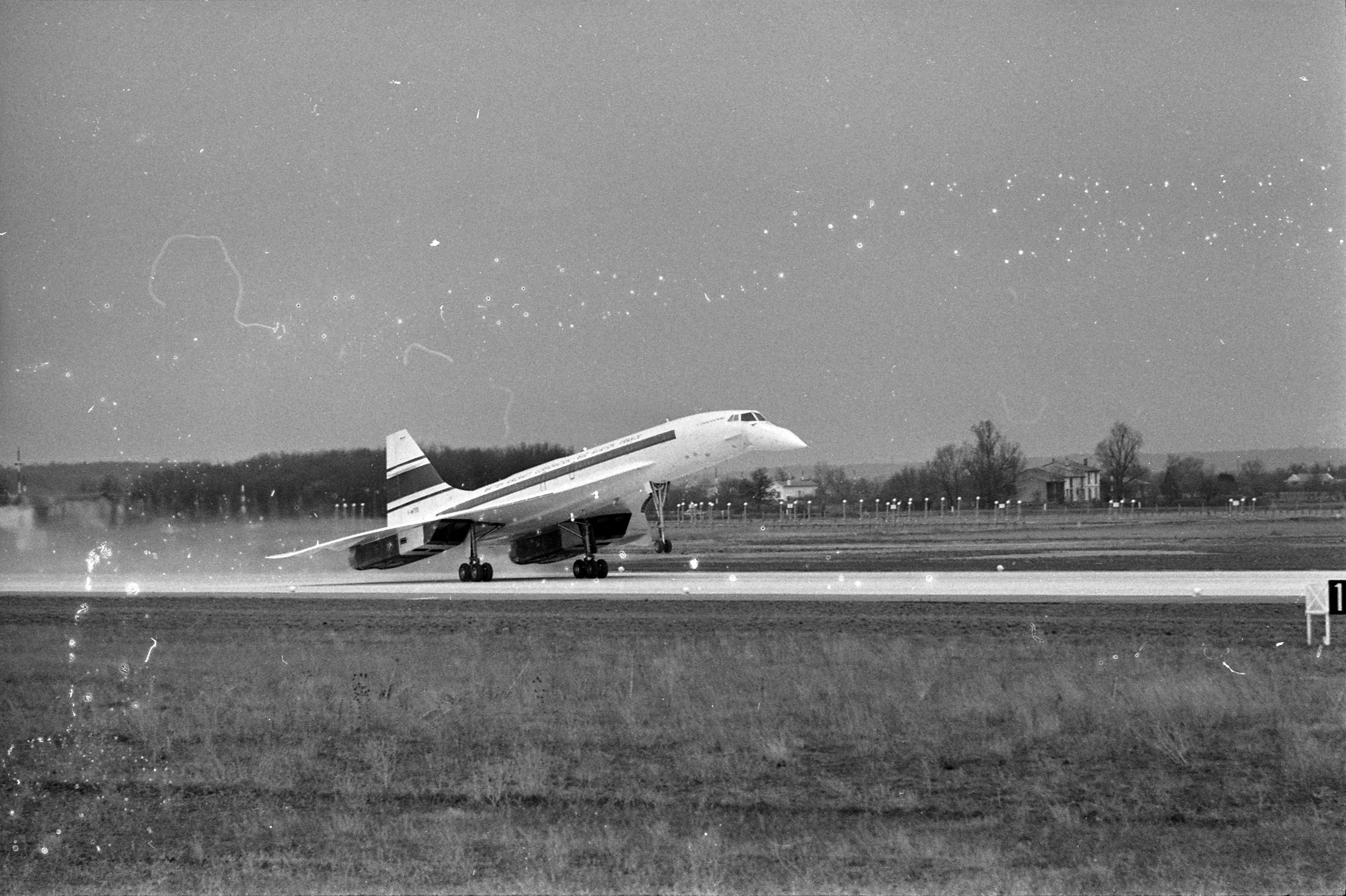
En 1965, la Sabena passa commande d'options pour deux Concorde, mais annula son projet en 1973.

Après la Seconde guerre mondiale, la compagnie se renomme « Sabena Belgian World Airlines » et développe son réseau de destinations en véritable porte drapeau de la Belgique à l'étranger.
La compagnie nationale ne cesse d'étendre son réseau sur les quatre continents, avec un accent particulier pour les liaisons africaines (Léopoldville (Kinshasa), Dakar, Entebbe, Douala, Kano, etc.) qui ont constitué sa marque de référence et une part très importante de son marché en plus de la ligne Bruxelles-New-York. Lors des événements liés à l'indépendance du Congo belge (le 30 juin 1960), la Sabena aura notamment le rôle de rapatrier de nombreux belges vers la métropole. Les nouveaux Boeing 707 s'illustrèrent tout particulièrement lors de cette opération en embarquant souvent bien plus de passagers que légalement autorisé. La « perte » du Congo fut un tournant dans l'histoire de la compagnie qui, bien qu'elle développât par la suite un réseau long courrier africain particulièrement étendu, dut abandonner ses lignes intérieures congolaises au profit de nouvelles compagnies locales.
L'Asie restera toujours le maillon faible du réseau. À part Tokyo et l'Inde la compagnie n'a pas développé de réseau sur ce continent.
La compagnie entre dans l'ère des moteurs à réaction avec la Caravelle, le Boeing 707, suivi du Boeing 747 et du DC-10. Le 1er décembre 1965, elle passa commande d'options pour deux Concorde pour sa ligne vers New-York. Mais le projet fut abandonné en 1973.
Le 15 février 1961, la Sabena connait le pire crash de son histoire lorsque le vol Sabena 548 s'écrase peu avant son atterrissage près de Berg, dans la province du Brabant flamand, faisant 75 tués.
En 1976 de nombreux Comoriens de Madagascar furent rapatriés par la compagnie belge après les émeutes à Mahajanga.

### Restructuration et dernières années
À la suite des pertes financières récurrentes de la compagnie, l’État belge prit la décision de se désinvestir progressivement de la Sabena et donc de la rendre rentable et autonome, afin de ne plus avoir à éponger ses dettes. Le ministre des communications de l'époque, Herman De Croo et le nouveau directeur général fraichement nommé, Carlos Van Rafelghem lancent alors une série de réformes, visant notamment à diminuer le personnel et les coûts. Le but est de se détacher petit à petit du partenariat public-privé et de donner à la Sabena un modèle de management moderne et pérenne, capable de s'adapter aux nouvelles problématiques de l'époque, comme le premier choc pétrolier ou la limitation des aides des États aux sociétés privée imposées par les traités de l'Union européenne.
En 1990, la compagnie se dote d'un nouveau nom, « Sabena World Airlines », et de nouvelles couleurs sont alors introduites.
C'est également la période où sont entamées les premières expériences d'alliances avec d'autres compagnies aériennes afin de créer un groupe plus important et solide économiquement. Après plusieurs échecs, notamment avec Scandinavian Airlines ou Air France, une alliance est finalement conclue avec Swissair le 4 mai 1995, regroupant les deux compagnies sous la holding suisse SAirGroup. Cette alliance scellera le sort de la Sabena par de nombreuses décisions qui se révèleront néfastes, comme l'achat de 34 Airbus à la demande de la Swissair dans le but d'harmoniser la flotte des deux compagnies, au détriment de la flotte américaine historique de la compagnie belge, composée majoritairement de Boeing et de MacDonnell Douglas. Les DC-10 sont alors remplacés par des Airbus A330 et les Boeing 747 par des Airbus A340.
Ces décisions ont notamment été pointées du doigt lors du procès de la faillite de la Sabena, lorsque le tribunal de commerce de Bruxelles déclara la Swissair comme principal responsable de la faillite de la compagnie belge.

### Faillite

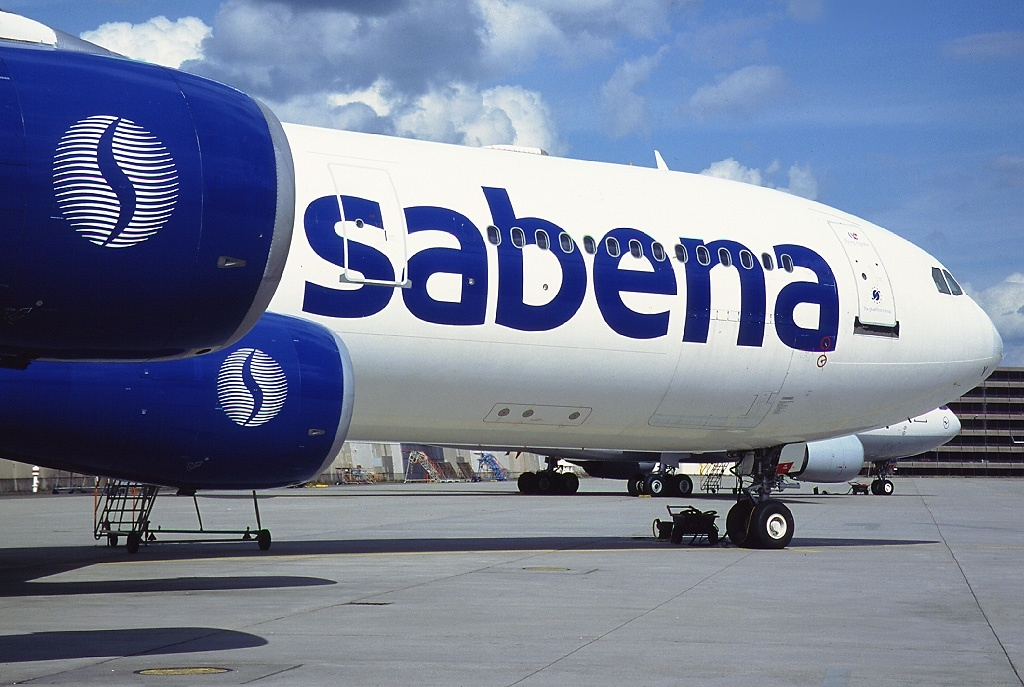
La Sabena était l'une des plus anciennes compagnies aériennes du monde lors de sa faillite en 2001.

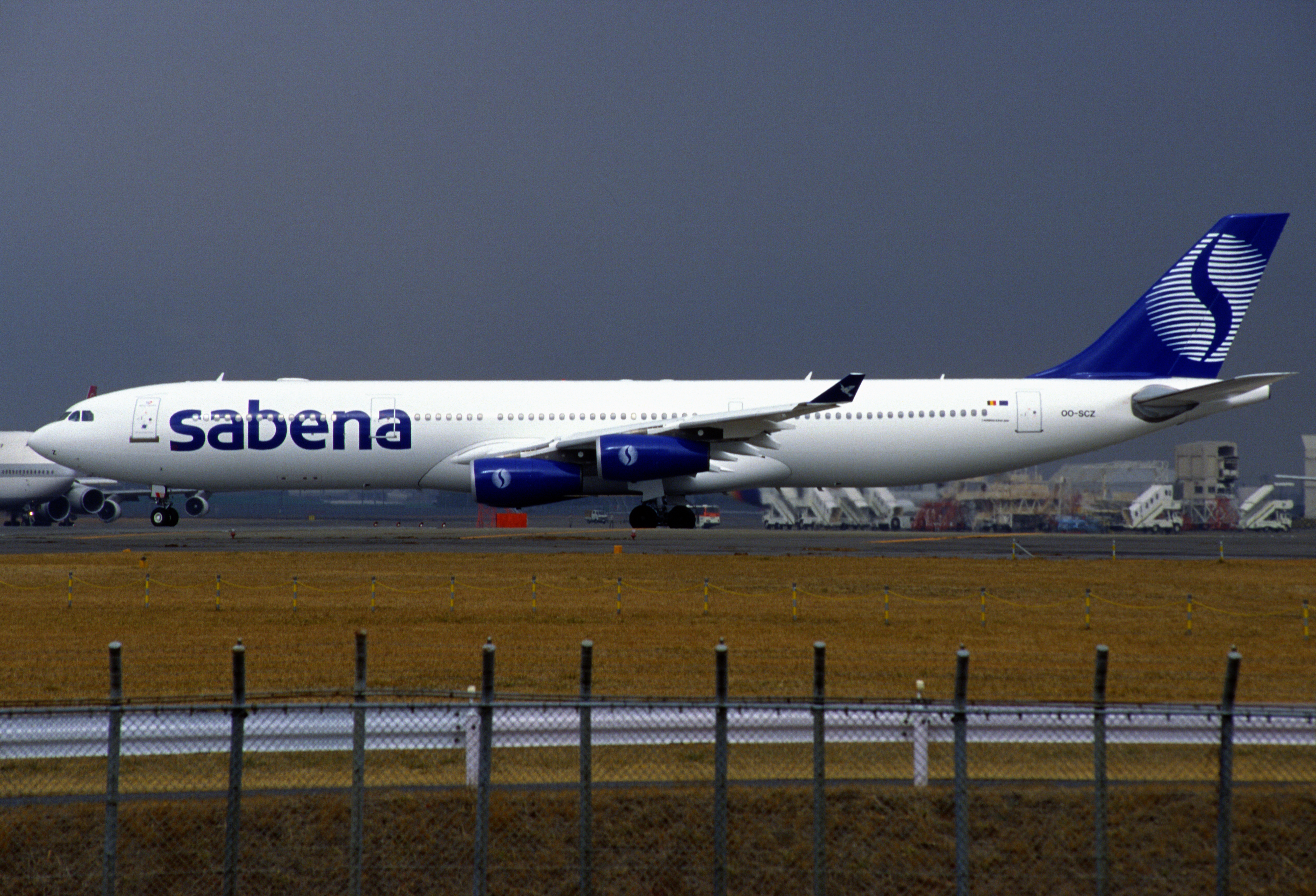
Le dernier vol fut opéré le 7 novembre 2001 entre Abidjan (Côte d'Ivoire), Cotonou (Bénin) et Bruxelles, par cet Airbus A340-300 immatriculé OO-SCZ.

En 1995, sous la houlette du ministre Elio Di Rupo, le gouvernement belge cède 49,5 % du capital de la Sabena à la SAirGroup, holding suisse propriétaire de la Swissair et d'autres compagnies rachetées dans le but de créer un grand groupe de compagnies aériennes européennes, parmi elles TAP, AOM ou encore Air Liberté. Le réseau d'alliance et de fidélité nommé « Qualiflyer » est alors créé pour l'ensemble de ces sociétés et leurs passagers.
En dépit des nombreux efforts pour redresser la situation économique de la Sabena, en réalisant des coupes budgétaires et en termes de ressources humaines, l'entreprise sera incapable de résorber ses dettes. La faillite sera annoncée par Ferdinand Chaffart, président du conseil d'administration de la compagnie lors d'un conseil d'entreprise aux syndicats le 6 novembre 2001. La faillite sera officiellement proclamée le 7 novembre 2001 par le tribunal de commerce de Bruxelles, dans la foulée de la faillite de la Swissair, son principal partenaire et actionnaire, un mois auparavant.
Le dernier vol (SN690) fut opéré le 7 novembre 2001 entre Abidjan (Côte d'Ivoire), Cotonou (Bénin) et Bruxelles, par un Airbus A340-300 immatriculé OO-SCZ qui se posa à 11 h 5 avec à son bord 266 passagers et 11 membres d'équipage. Symboliquement l'appareil fut arrosé par les pompiers de l'aéroport et, une fois immobilisé, une partie du personnel encercla l'avion en se tenant par la main.
C'est encore à ce jour la plus grosse faillite de l'histoire de la Belgique, touchant les 8 029 employés de la société Sabena SA et les plus de 13 000 personnes du groupe Sabena.

### Successeurs

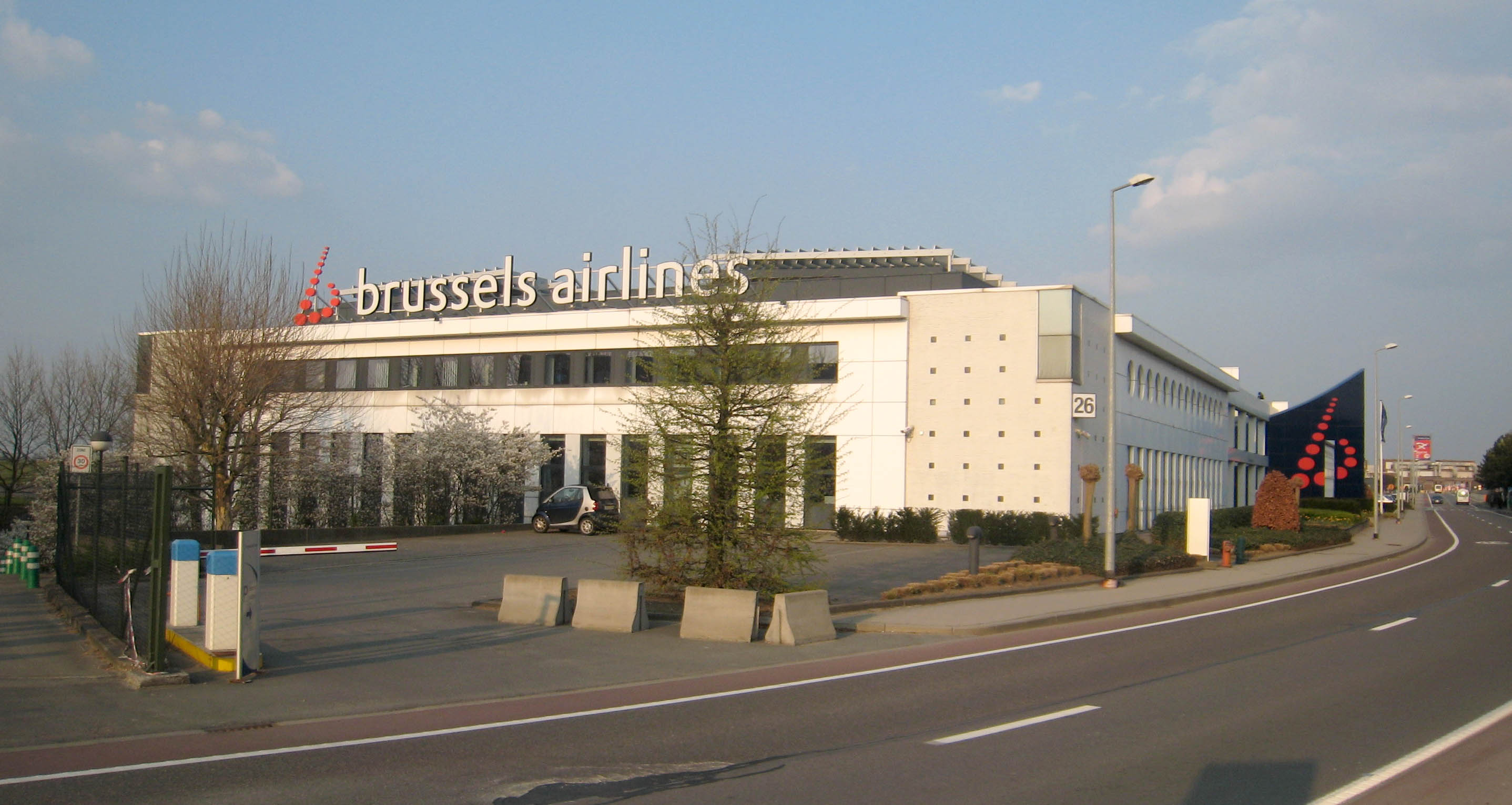
Brussels Airlines est la descendante de la Sabena et utilise parfois ses anciens locaux, comme la Sabena House.

À la défunte compagnie a succédé en 2002 SN Brussels Airlines, qui a repris sa désignation IATA et son logo en forme de « S » stylisé.
En novembre 2006, cinq ans après la faillite de la Sabena, SN Brussels Airlines et Virgin annoncent leur « mariage » pour former « Brussels Airlines ».

## Structure
La Sabena SA était, à sa création en 1923, une société anonyme à participation publique largement majoritaire. C'était initialement une société à durée limitée de trente ans, une prorogation ayant été décidée en 1949 et en 1979.
Elle était gérée par un conseil d’administration, composé initialement de 16 administrateurs nommés pour 6 ans sur proposition des ministres des Communications, des Finances et des Relations extérieures, à la tête duquel se trouvait un président.
La Sabena était émettrice d'obligations dont le paiement des intérêts et le remboursement étaient garantis par l’État.
Lorsque les résultats de la Sabena était insuffisants, l’État injectait alors de l'argent public afin de combler les manques et de maintenir la société à flots. Ces interventions financières de l’État étaient portées aux annexes des comptes annuels de la société à la rubrique Compte statutaire de l'État. À titre d'exemple, en 1981, cette intervention financière de l’État s’élève à environ 1,3 milliard de francs belges tandis que le montant des comptes statutaires de l'État atteint 16,2 milliards de francs.
Avec l'avènement des traités de l'Union européenne, ces aides étatiques devinrent de plus en plus régulées, voire interdites dans certains cas, ce qui contraignit la Sabena a devenir économiquement rentable et qui poussa l’État belge à se détacher de plus en plus de son implication dans les parts de l'entreprise. Plusieurs réformes furent initiées dans les années 1980 à l'instar du ministre des communications de l'époque, Herman De Croo, qui divisèrent la Sabena en différentes filiales dont la Sabena Airlines n'était que la partie traitant des opérations aéronautiques. Certaines de ces filiales ont survécu à la faillite et sont toujours en activité, comme la Sabena Technics. L'ensemble était regroupé sous l'entité « Groupe Sabena ».

## Aspects économiques

### Capital
Le tableau ci-dessous reprend l'évolution du capital de la Sabena en millions de francs belges, sans tenir compte de l'inflation :

### Résultats
En 2001, soit l'année de la faillite, le Groupe Sabena réalisa un chiffre d'affaires total de 358 462 000 euros, alors que la partie aéronautique, la Sabena Airlines, réalisa 151 066 000 euros.

## Flotte historique

### Avions
Sont repris ci-dessous les avions qui ont fait partie de la flotte de la Sabena. Ils sont classés suivant la décennie durant laquelle ils ont fait leur entrée dans la flotte.
- 1920-1940
  - Ansaldo A-300C
  - De Havilland DH-9 C
  - De Havilland DH-50
  - Fokker F.VII
  - Savoia-Marchetti SM.73
  - Savoia-Marchetti SM.83
  - Douglas DC-3
  - Junkers Ju 52
  - Junkers F 13
  - Westland IV Wessex GW
  - Rumpler C.IV
  - Breguet XIV A2
  - Farman F60 Goliath
  - Handley Page HP-18 W8e

- 1945-1960
  - Auster J/1 Autocrat
  - Saab S91B Safir
  - Cessna 310
  - Douglas DC-4
  - Douglas DC-6
  - Douglas DC-7 C
  - Sud-Aviation SE 210 Caravelle
  - Lockheed Lodestar
  - Lockheed Constellation
  - De Havilland DH 104 Dove
  - De Havilland DH 114 Heron 1B
  - De Havilland DG82A Tiger Moth
  - Convair 240
  - Convair 340
  - Convair 440
  - Piper L-4J-P1 Cub
  - Schleicher Ka.2b Rhönschwalbe

- 1960- 1970
  - Boeing 707
  - Boeing 727-100
  - Britten-Norman BN-2A Islander
  - Bristol 170 MK32 Freighter
  - Fokker F27 - Friendship
  - Sud Aviation SE-3130 Alouette II

- 1970-1980
  - Boeing 737-200
  - Beechcraft Model 99 Airliner
  - McDonnell Douglas DC-10-30
  - Boeing 747-100/-200
  - Fairchild Swearingen Metroliner
  - BAC 1-11
  - Fokker F28 - Fellowship
  - Fairchild Hiller FH-227

- 1980-1990
  - Embraer 120 - Brasilia
  - BAe Jetstream 3102
  - BAe146-100/-85
  - Fokker F50
  - ATR 42
  - Airbus A310
  - Boeing 737-300 -400 et -500
  - Boeing 747-300

- 1990-2001

| Type d'avion                 | En service | En commande | Notes                                                  |
| ---------------------------- | ---------- | ----------- | ------------------------------------------------------ |
| Piper PA-32 Saratoga 301R HP |            | /           |                                                        |
| Piper PA-34 Seneca V 220T    |            | /           |                                                        |
| De Havilland Canada Dash     | 8          | /           | Deux seront repris par SN Brussels Airlines            |
| MD-11                        | 2          | /           |                                                        |
| Airbus A330-200              | 6          | /           |                                                        |
| Airbus A330-300              | 5          | 3           | Les cinq avions seront repris par SN Brussels Airlines |
| Airbus A340-300              | 18         | 4           |                                                        |
| Airbus A319                  | 22         | 12          | Quatorze seront repris par SN Brussels Airlines        |
| Airbus A320                  | 6          | /           |                                                        |
| Airbus A321                  | 4          | /           |                                                        |
| Boeing 737-300 /-500         | 10         | /           | Trois seront repris par SN Brussels Airlines           |
| Boeing 747-300               | 3          | /           |                                                        |
| BAe146-200 / Avro RJ100 /-85 |            | /           |                                                        |
| Total                        | 90         | 19          |                                                        |

Un Handley Page Type W de la Sabena en 1924.
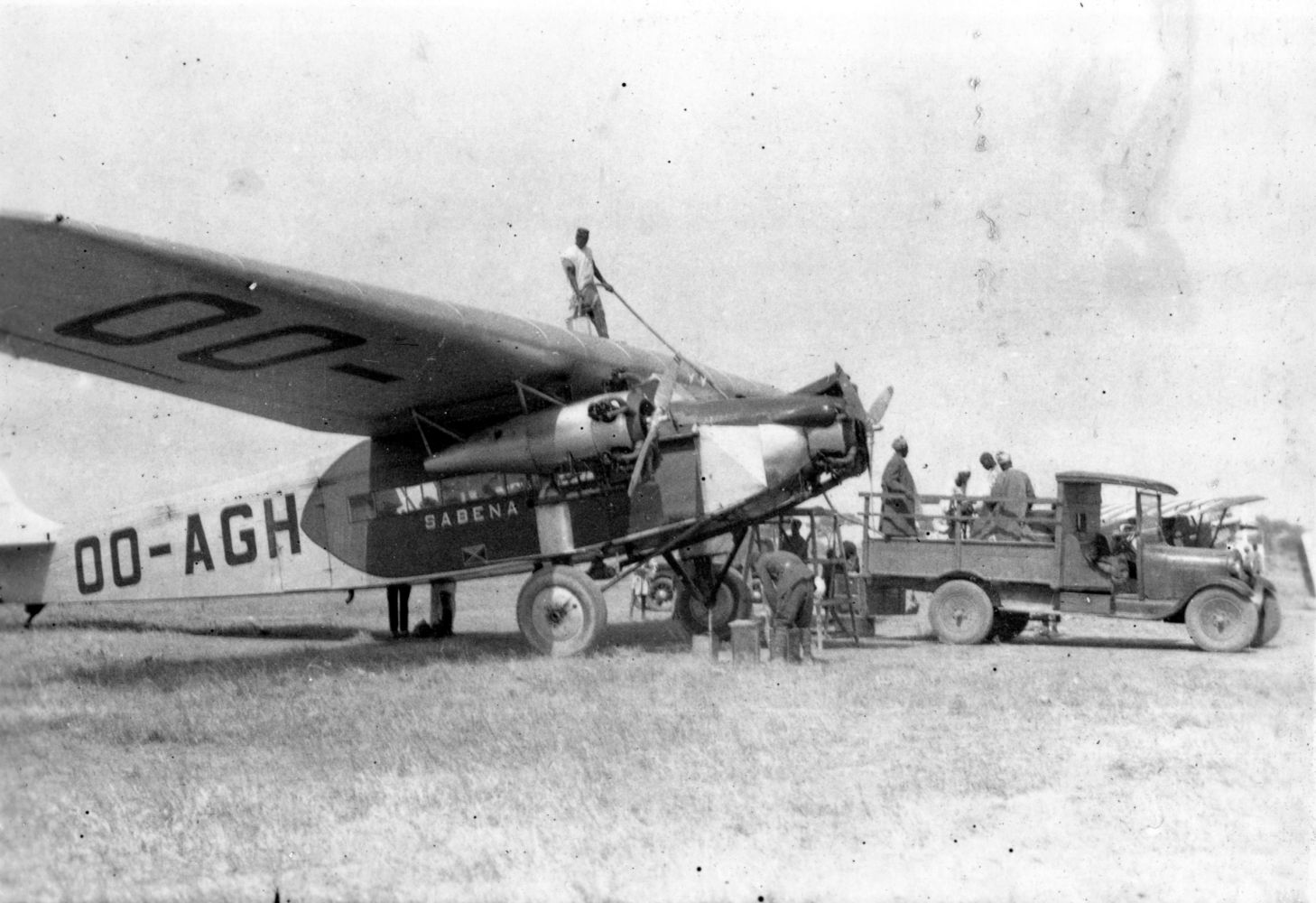
Un Fokker F.VII de la Sabena.
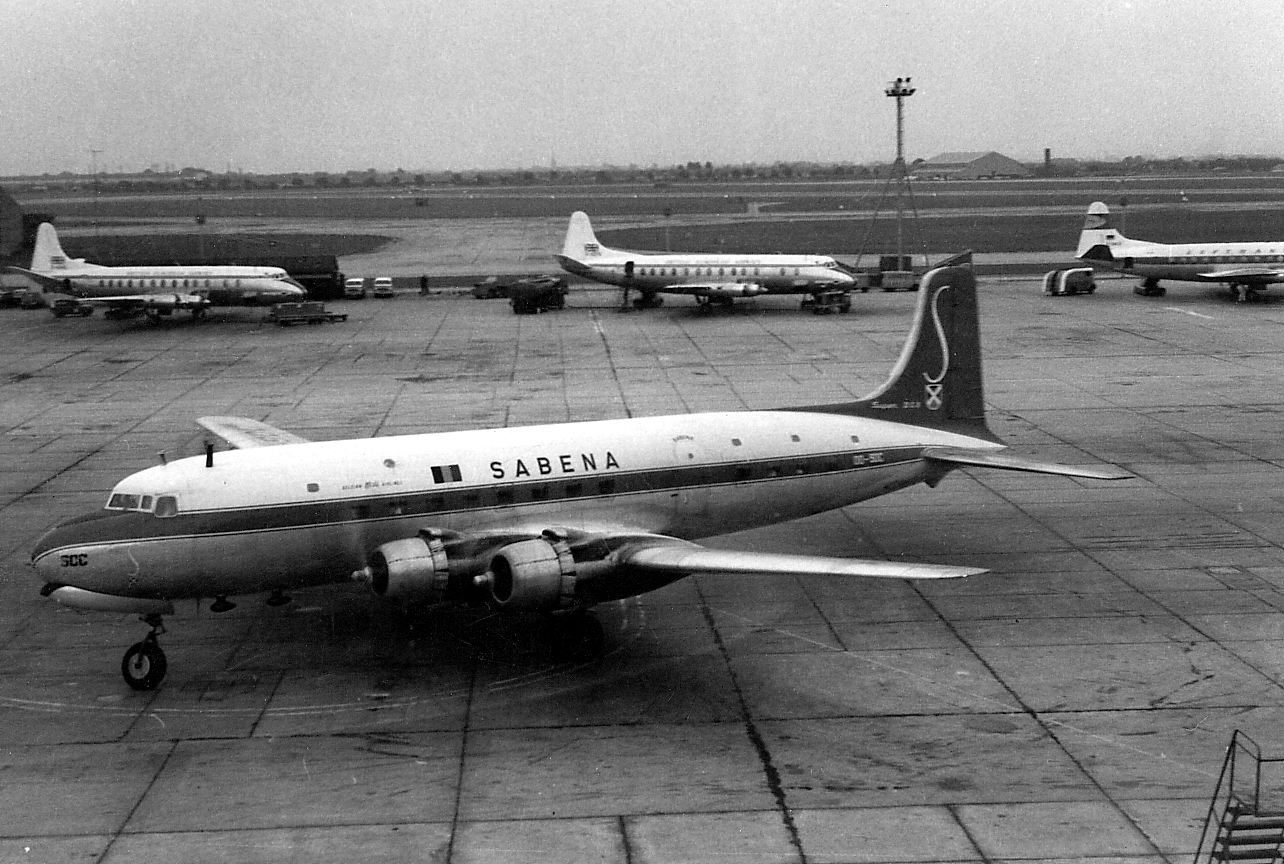
Douglas DC-6 de la Sabena en 1960.
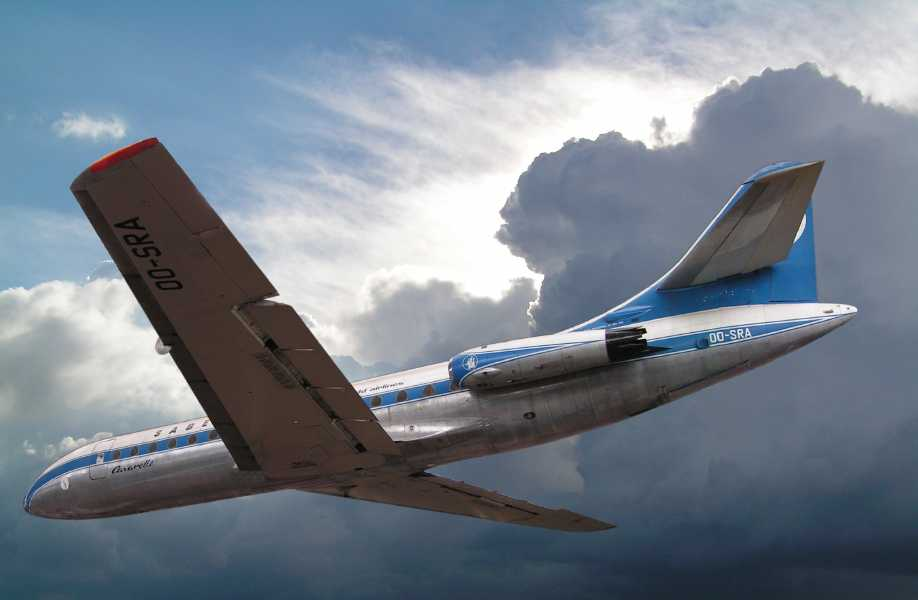
Caravelle aux couleurs de la Sabena.
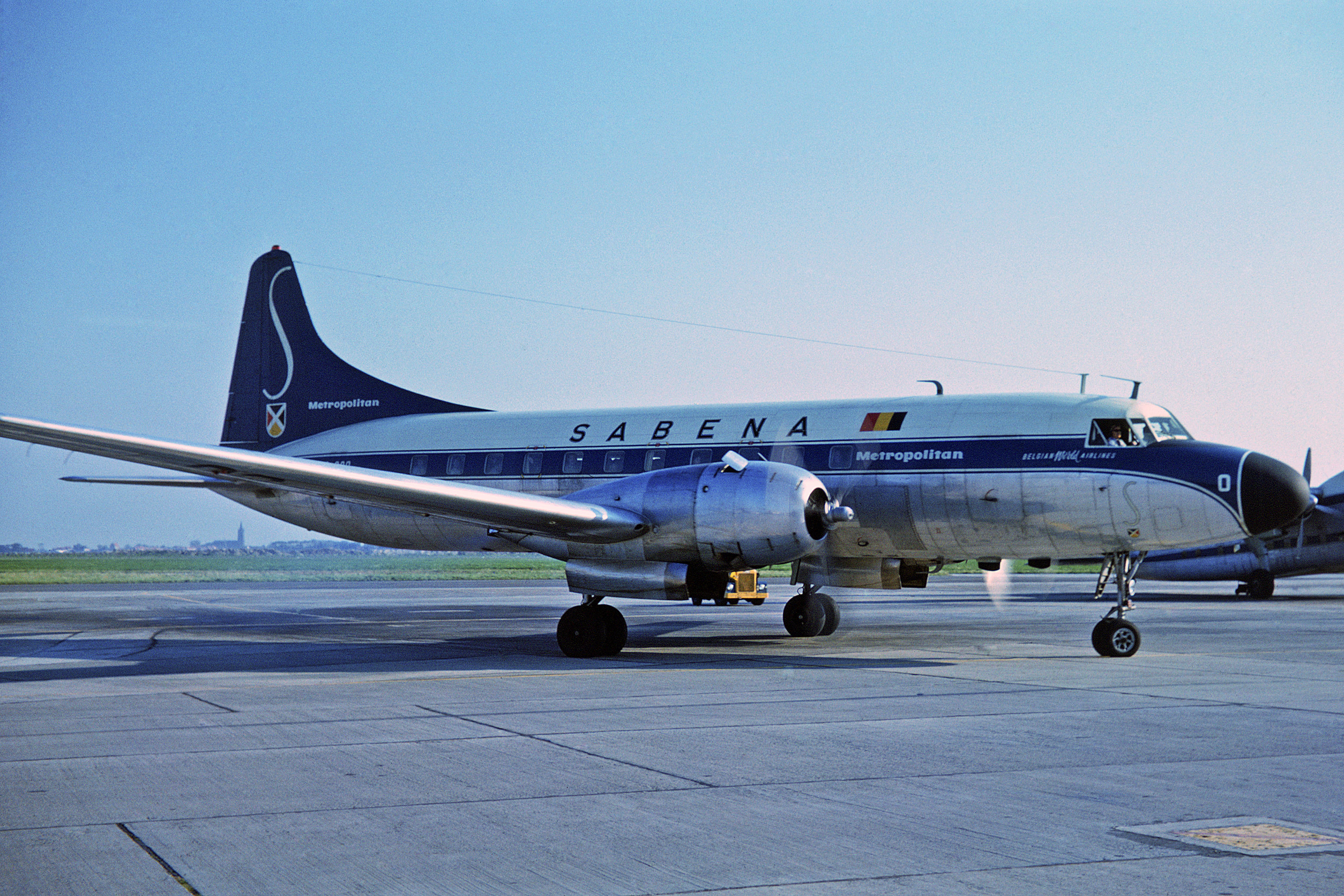
Un Convair 440 en 1963.
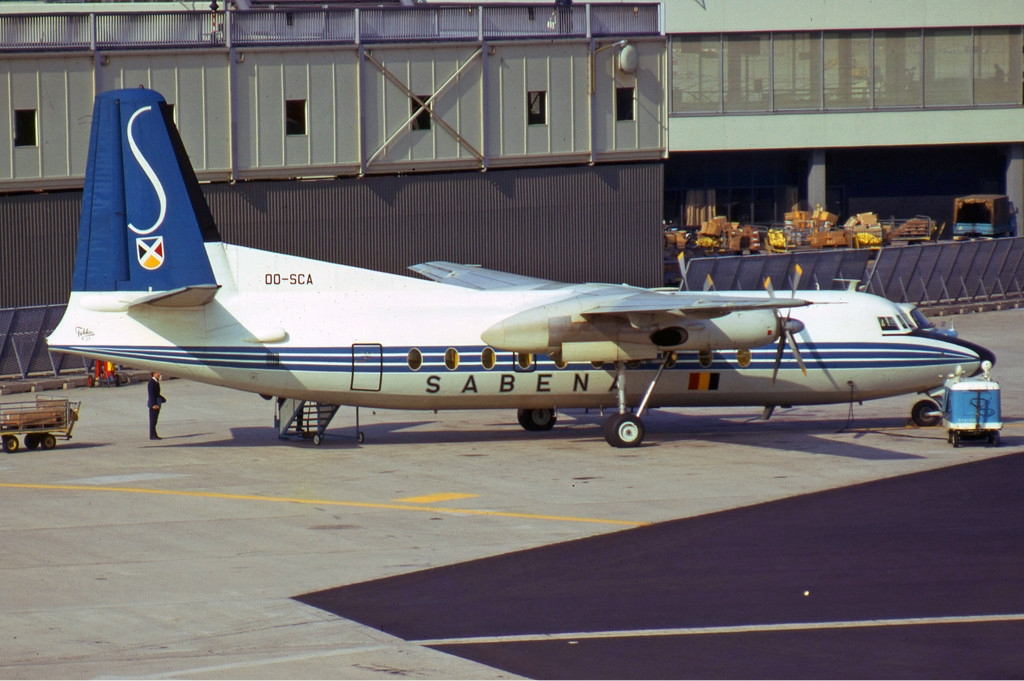
Un Fokker F27 de la Sabena en 1972.
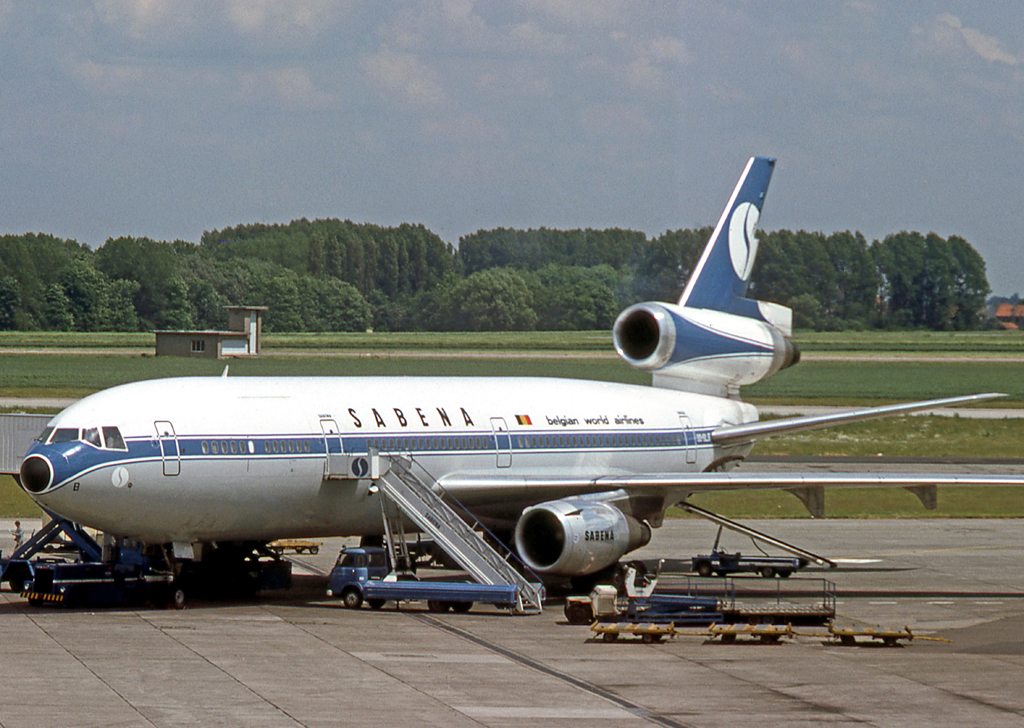
Un Douglas DC-10 en 1977.
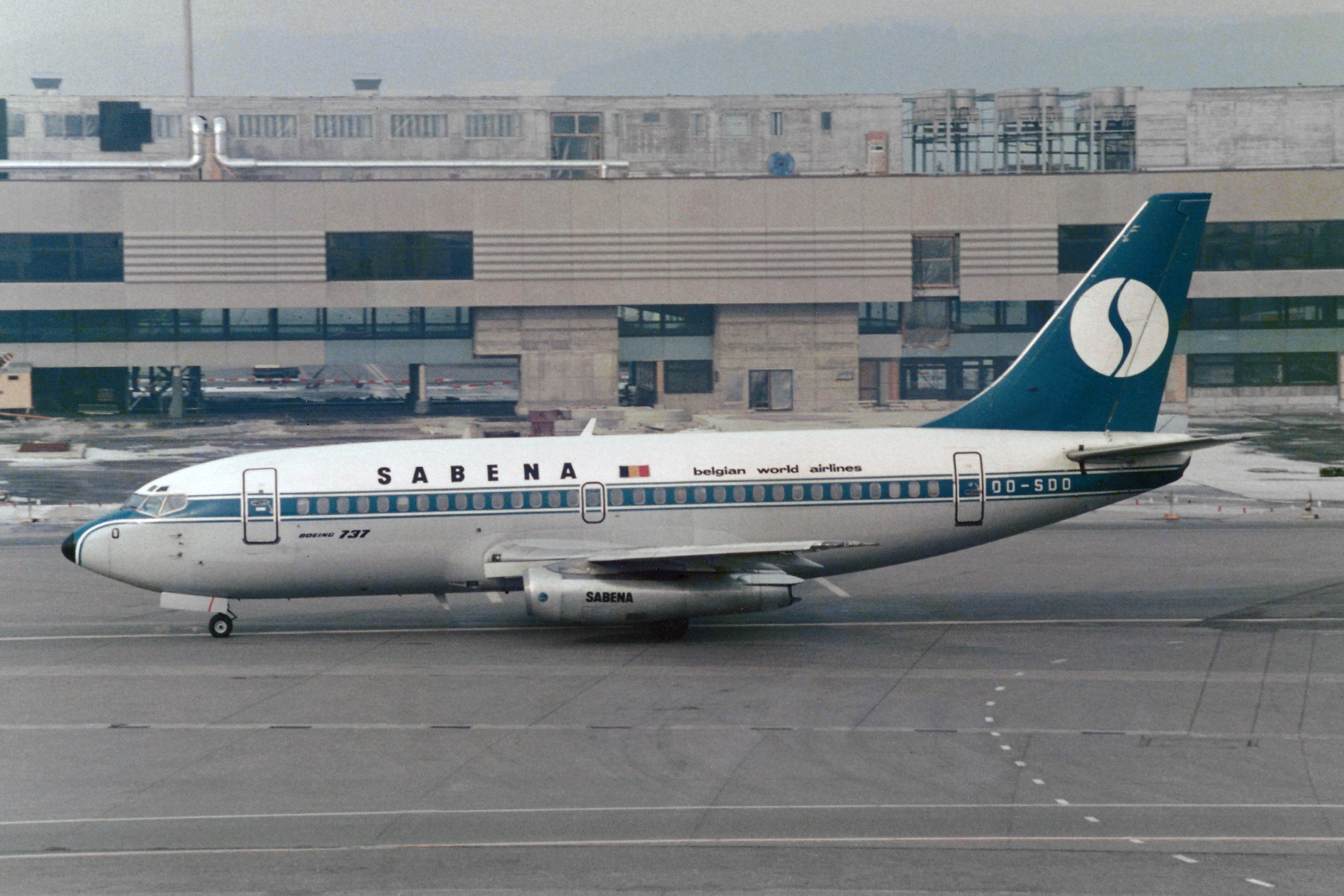
Un Boeing 737-200 en 1985.
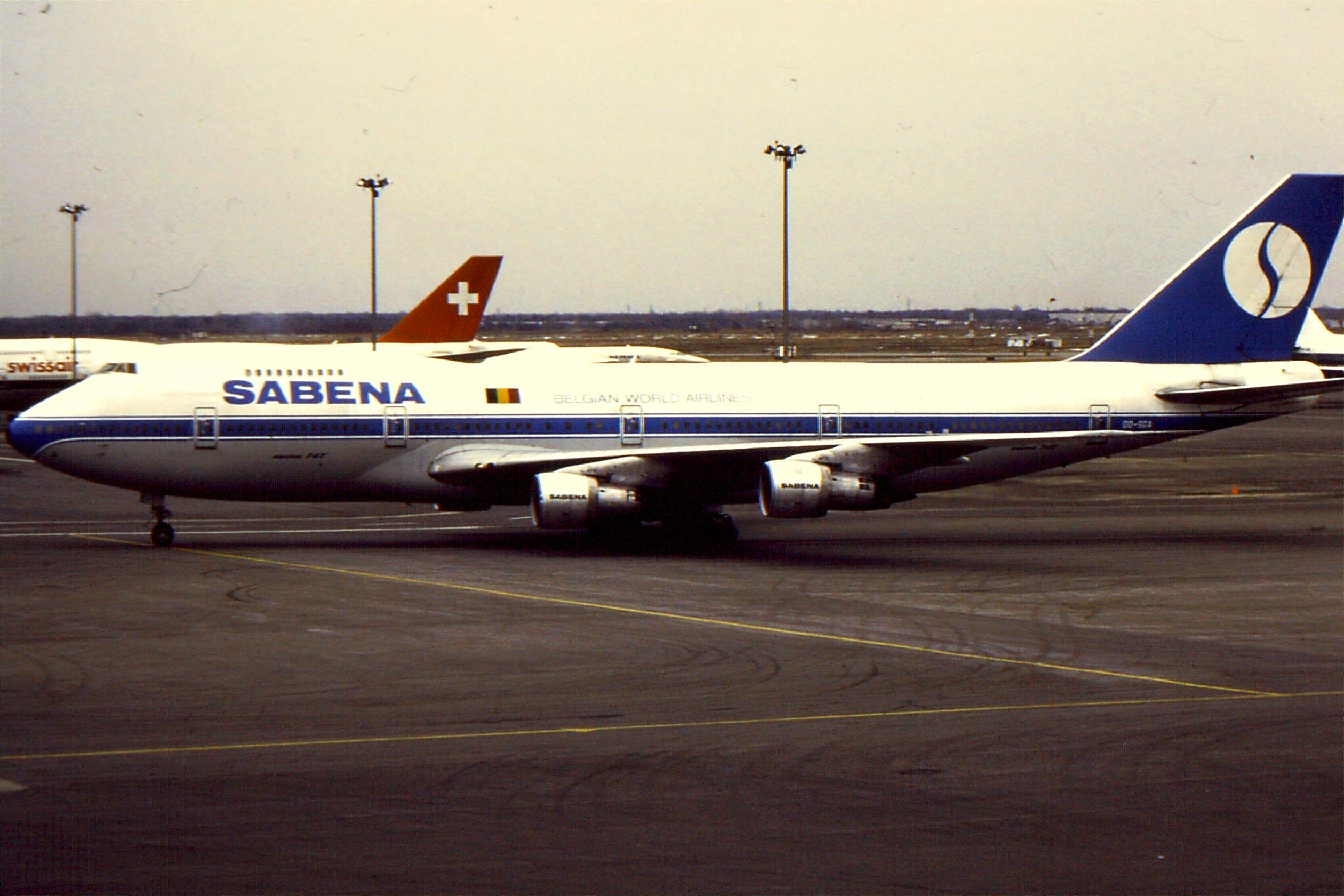
Un Boeing 747-300 de la Sabena, derrière un de la Swissair en 1987 à l'Aéroport international de New York - John-F.-Kennedy.
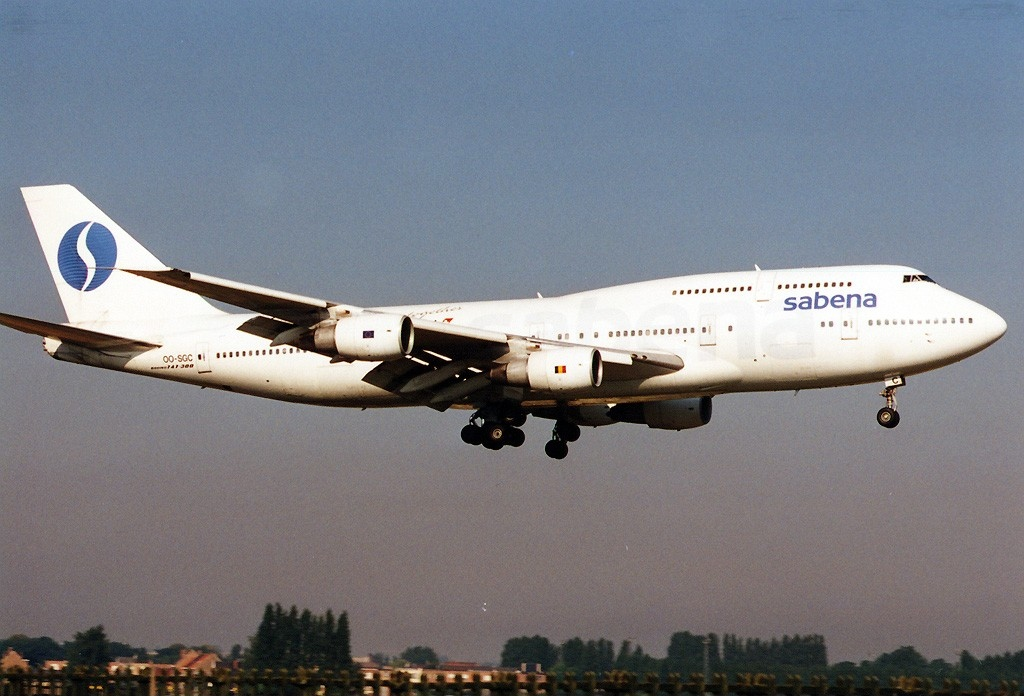
Un Boeing 747-300 en 1996.
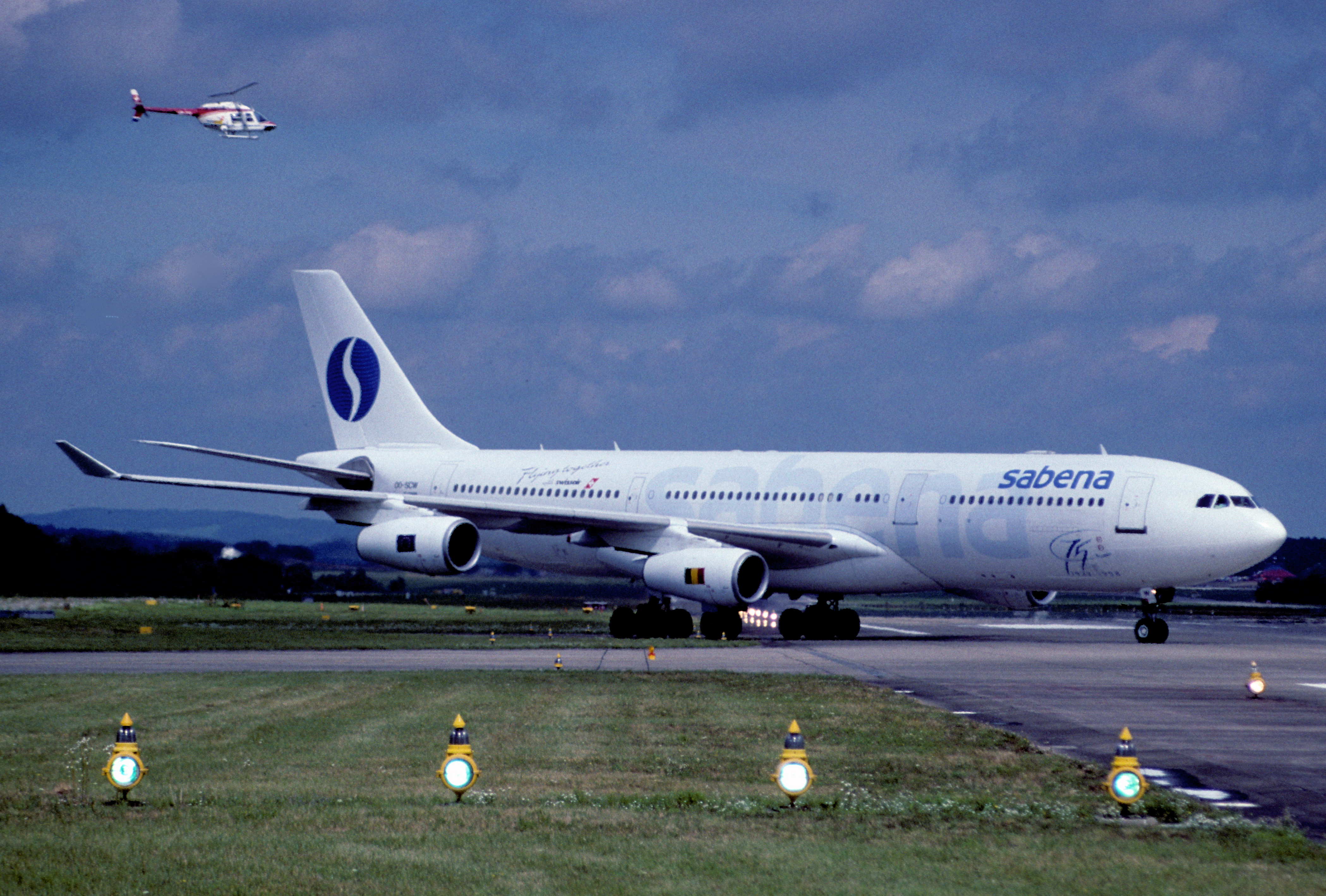
Un Airbus A340.
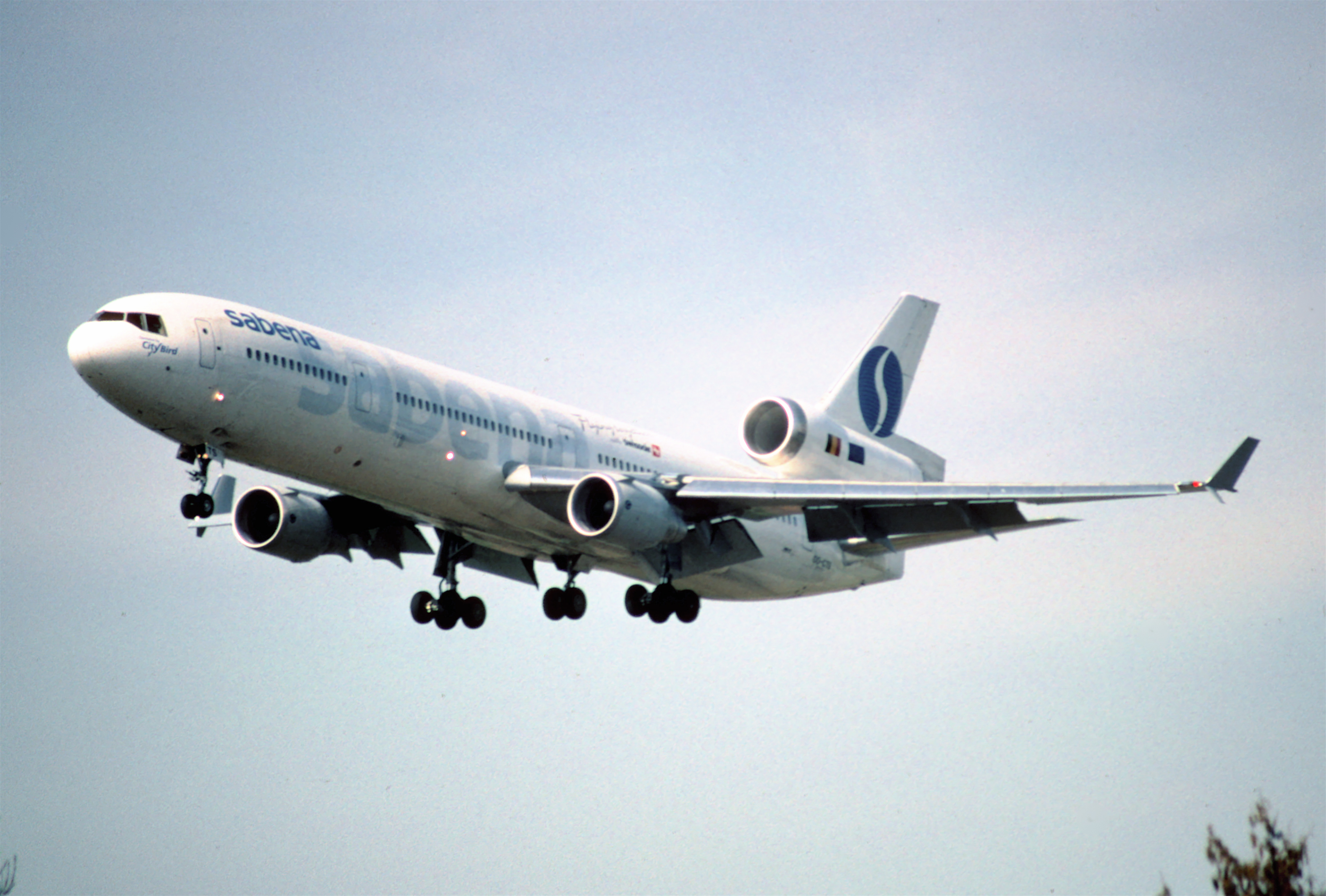
Un McDonnell Douglas MD-11.
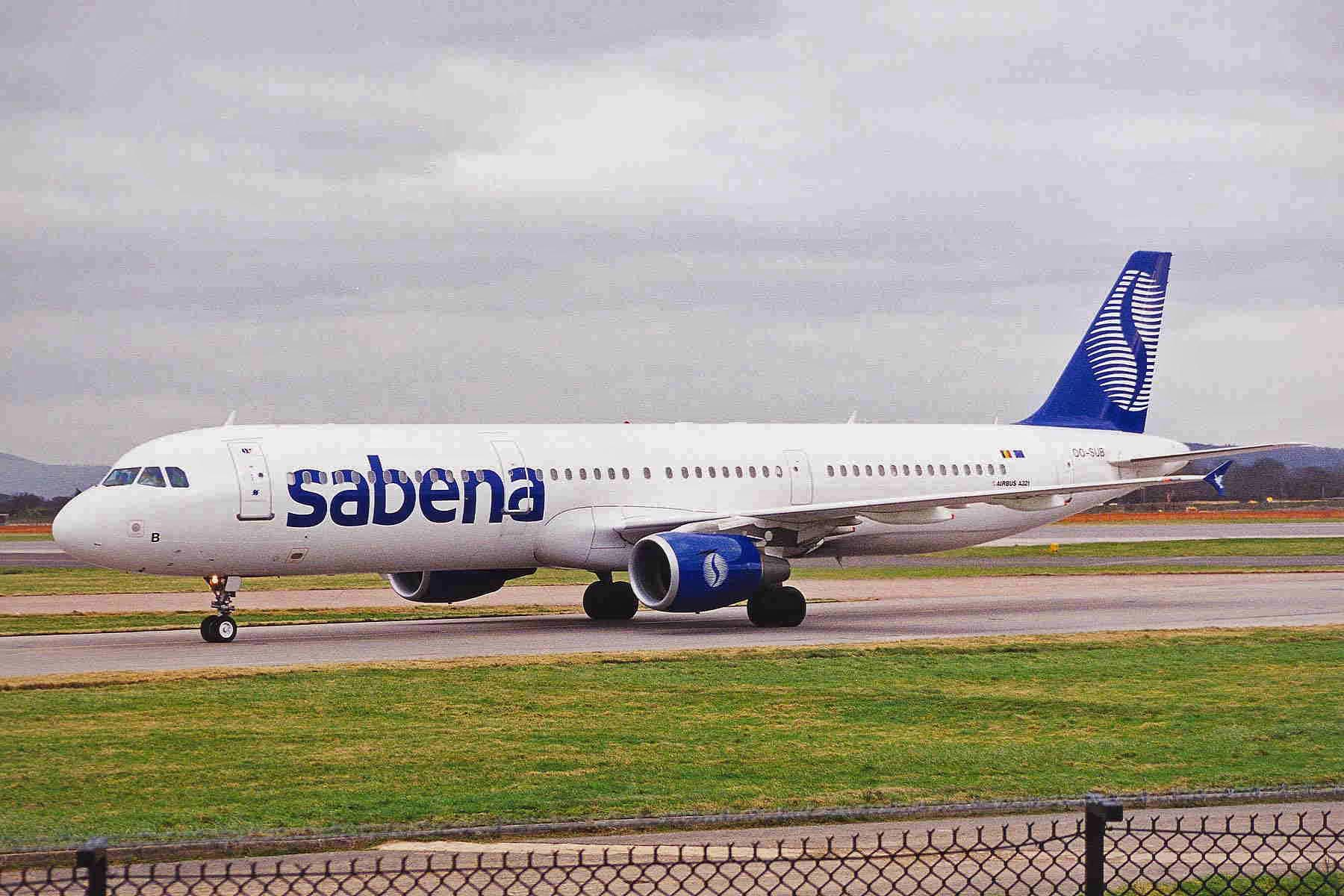
Airbus A321
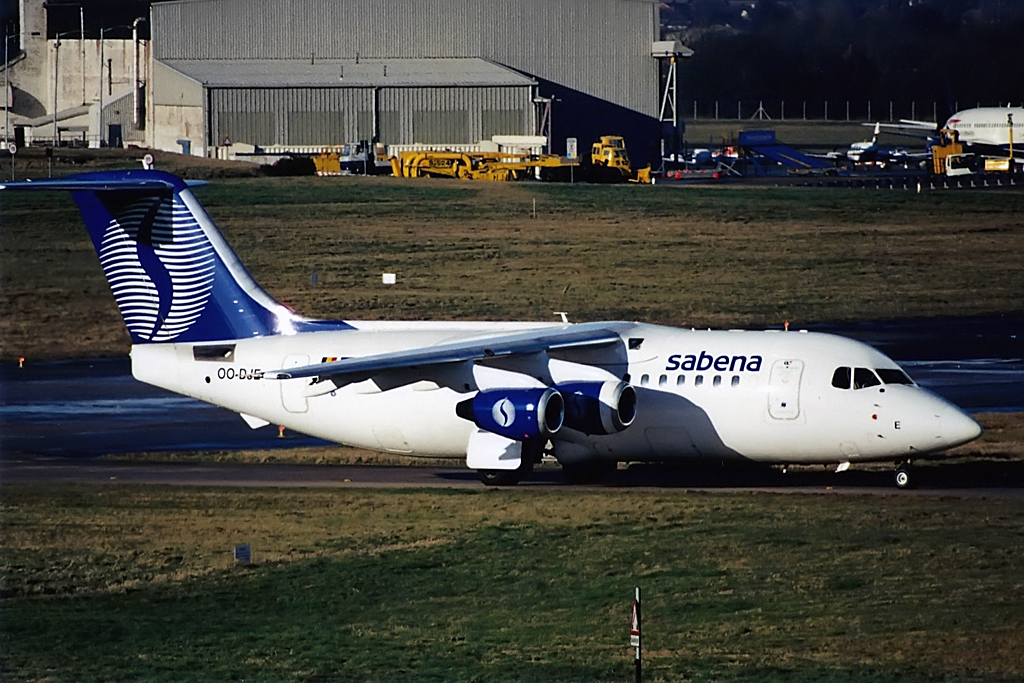
Un Avro RJ-85 à Birmingham en 2001.
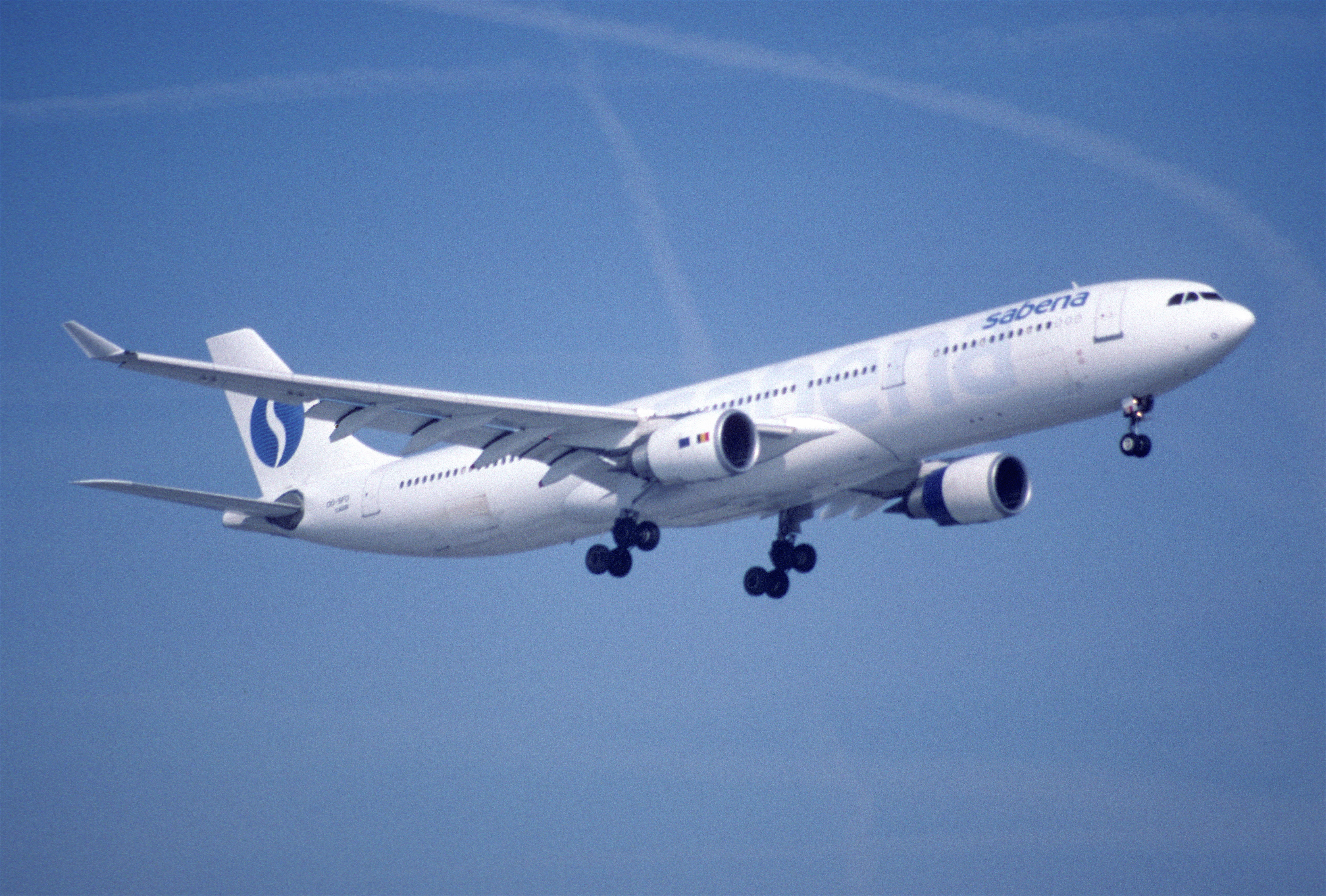
Cet Airbus A330-300 (immatriculé OO-SFO) volera jusqu'en 2019 pour Brussels Airlines.

### Hélicoptères
- Sud Aviation SE-3130 Alouette II
- Sikorsky S-55
- Sikorsky S-58
- Sikorsky S-62A
- Bell 47 D-1
- Westland S.51 Mk.1B Widgeon
- Vertol V-44
- MBB-Kawasaki BK-117A-3

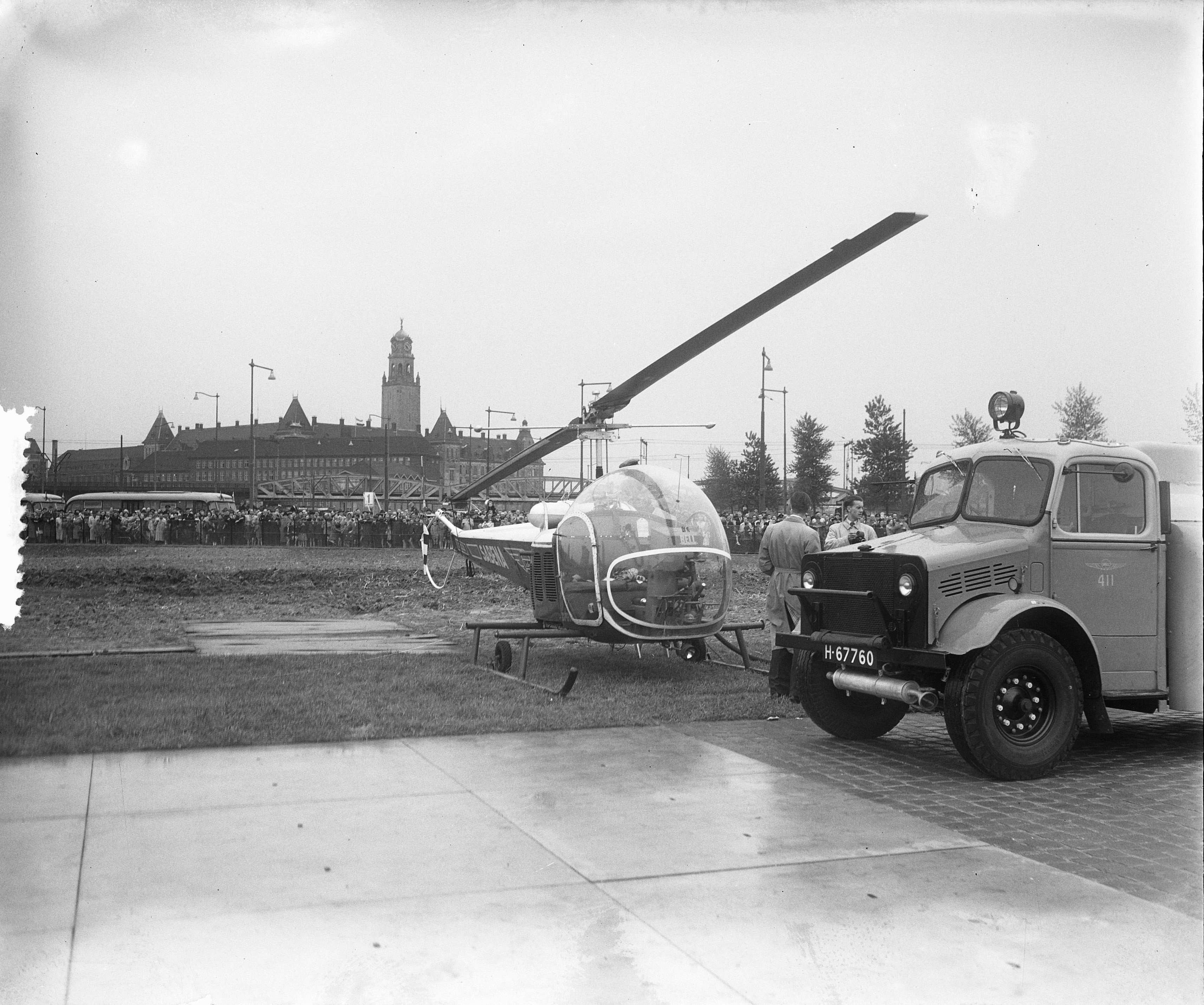
Un Bell-47D à Rotterdam en 1953.
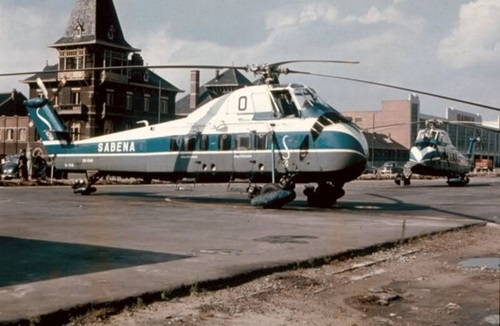
Deux Sikorsky S-58 à l'héliport de Bruxelles en 1955.
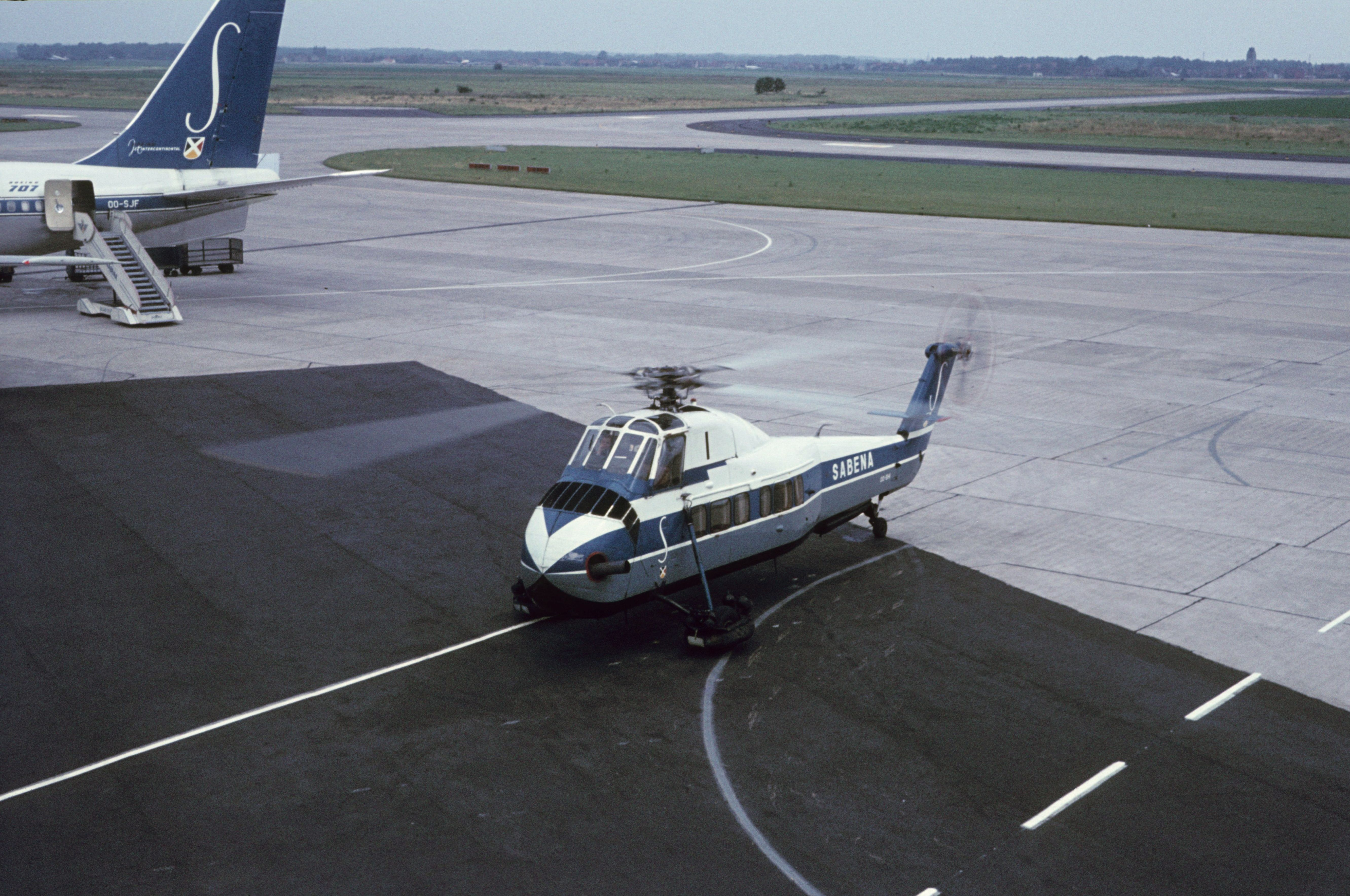
Un Sikorsky S58 au côté d'un Boeing 707 à l'aéroport de Bruxelles-National en 1962.
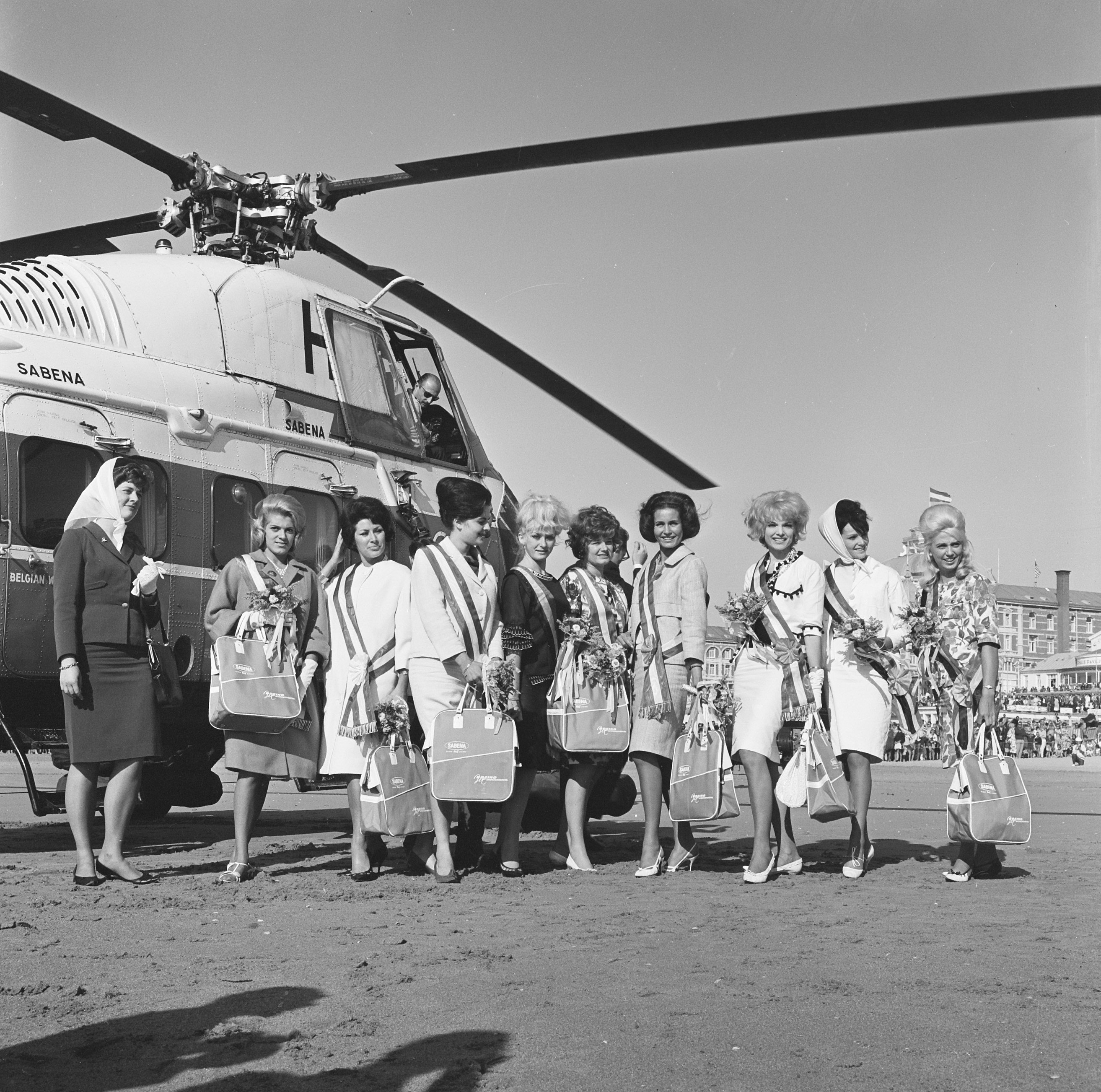
Arrivée des candidates de Miss Benelux dans un Sikorsky S-58 de la Sabena à Schéveningue (Pays-Bas) en 1962.

## Destinations
Voici la liste des dernières destinations de la Sabena avant sa faillite, le 7 novembre 2001 :
- Afrique
  -  Angola : Luanda
  -  Bénin : Cotonou
  -  Burkina Faso: Ouagadougou
  -  Cameroun : Douala, Yaoundé
  -  Côte d'Ivoire : Abidjan
  -  Gambie : Banjul
  -  Guinée :Conakry
  -  Kenya: Nairobi
  -  Liberia: Monrovia
  -  Mali : Bamako
  -  Maroc : Casablanca
  -  Nigeria : Lagos
  -  Ouganda : Entebbe
  -  République démocratique du Congo : Kinshasa
  -  Rwanda : Kigali
  -  Togo : Lomé

- Amérique
  -  Canada : Montreal
  -  États-Unis : Atlanta, Boston, Chicago, Cincinnati, Dallas, New York, Newark.

- Asie
  -  Inde : Chennai
  -  Israël : Tel Aviv
  -  Japon : Tokyo
  -  Liban : Beyrouth
  -  Turquie : Istanboul

- Europe
  -  Allemagne : Berlin Tempelhof Airport, Düsseldorf, Francfort, Hambourg, Hanovre, Munich, Nuremberg, Stuttgart
  -  Autriche : Vienne
  -  Bulgarie : Sofia
  -  Danemark : Copenhague
  -  Espagne : Alicante, Barcelone, Bilbao, Madrid, Malaga, Séville, Valence
  -  Finlande : Helsinki
  -  France : Bordeaux, Lyon, Marseille, Nantes, Nice, Paris, Strasbourg, Toulouse
  -  Grèce : Athènes
  -  Hongrie : Budapest
  -  Italie : Bologne, Catane, Florence, Milan-Linate, Milan-Malpensa, Naples, Rome-Fiumicino, Turin, Venise, Vérone
  -  Irlande : Dublin
  -  Luxembourg : Luxembourg
  -  Norvège : Oslo
  -  Suède :  Göteborg, Stockholm
  -  Suisse : Genève
  -  Pays-Bas : Amsterdam
  -  Pologne : Varsovie
  -  Portugal : Faro, Lisbonne, Porto
  -  République tchèque : Prague
  -  Roumanie : Bucarest
  -  Royaume-Uni : Belfast, Bristol, Édimbourg, Glasgow, Leeds, London-City, Londres-Heathrow, Manchester, Newcastle
  -  Russie : Moscou

## Nombre de passagers
En 2000, la Sabena avait transporté onze millions de passagers.

## Personnel

### Dirigeants
- 1923-1928 : Capitaine-commandant Georges Nélis
- 1928- ? : Colonel Jules Smeyers
- ?-? : Gilbert Périer
- ?-? : Willem Deswarte
- 1978-1990 : Carlos Van Rafelghem
- 1991-1996 : Pierre Godfroid[25]
- 1996-2000 : Paul Reutlinger[26]
- 2000-2001 : Christoph Müller

### Equipages
Le personnel navigant commercial de la Sabena était initialement composé de pilotes et de mécaniciens ou d'ingénieurs de Navigation aérienne. Certains d'entre eux resteront célèbres, comme Edmond Thieffry, Léopold Roger et Joseph De Brycker, les trois aviateurs à l'origine du premier vol entre la Belgique et sa colonie du Congo le 12 février 1925. Citons également le premier directeur de la Sabena : le Capitaine-Commandant Georges Nélis, as de l'aviation belge pendant la Première guerre mondiale.
Les hôtesses de l'air se généralisent après la Seconde guerre mondiale et, en 1956 la Sabena fait voter une loi, en accord avec les syndicats, interdisant une hôtesse de voler après ses 40 ans, pour des raisons d'image. En 1970, cet âge maximal sera revu à 45 ans, mais à condition pour elles de passer devant une « commission d'esthétique » qui devait avaliser ou non la prolongation de contrat. En 1976, la Cour de justice européenne impose l'application de l'article 119 du Traité de Rome (signé en 1957 par les 6 états fondateurs de la Communauté économique européenne, dont la Belgique fait partie) ayant trait à l'égalité de rémunération entre hommes et femmes.Amanda Stassart, chef-hôtesse principale et résistante de la Seconde Guerre mondiale s'est particulièrement attelée à cette tâche pour réclamer l'équité de traitement entre les stewards et le personnel navigant féminin.

## Accidents et incidents
| Date              | Type                  | Cause   | Lieu                                                                       | Appareil               | Vol                                        | Morts | Blessés |
| ----------------- | --------------------- | ------- | -------------------------------------------------------------------------- | ---------------------- | ------------------------------------------ | ----- | ------- |
| 10 décembre 1935  | Crash                 |         | Tatsfield ( Angleterre)                                                    | Savoia-Marchetti S.73  | Crash du vol Bruxelles-Londres (1935)      | 11    |         |
| 26 janvier 1937   | Crash                 |         | Aéroport d'Oran ( Algérie)                                                 | SABCA S 73             |                                            | 12    |         |
| 16 novembre 1937  | Crash                 |         | Aéroport d'Ostende                                                         | Junkers Ju 52          | vol Sabena du 16 novembre 1937             | 12    | 0       |
| 10 octobre 1938   | Crash                 |         | Soest ( Allemagne)                                                         | Savoia-Marchetti S.73  | Vol de Düsseldorf à Berlin                 | 20    |         |
| 14 mars 1939      | Crash                 |         | Woluwe-Saint-Étienne                                                       | Junkers Ju 52          | Vol de Londres à Bruxelles                 | 2     |         |
| 17 septembre 1946 | Crash                 |         | Aérodrome d'Haren                                                          | Douglas DC-3           | Crash du vol Bruxelles-Londres (1946)      | 1     |         |
| 17 septembre 1946 | Crash                 |         | Gander ( Canada)                                                           | Douglas DC-4           | Crash du vol Bruxelles-New-York            | 27    | 17      |
| 24 décembre 1947  | Crash                 |         | Mitwaba ( République démocratique du Congo)                                | Lockheed L-18 Lodestar |                                            | 5     |         |
| 2 mars 1948       | Crash                 |         | Aéroport de Londres-Heathrow ( Angleterre)                                 | Douglas DC-3           | Crash du vol Bruxelles-Londres (1948)      | 22    | 0       |
| 13 mai 1948       | Crash                 | Tornade | Singa-Betina, en territoire de Libenge ( République démocratique du Congo) | Douglas DC-4           | Crash du vol Léopoldville-Bruxelles        | 31    | 1       |
| 31 aout 1948      | Crash                 |         | Kimbwe ( République démocratique du Congo)                                 | Douglas DC-3           | Crash du vol Manono-Élizabethville         | 13    |         |
| 27 aout 1949      | Crash                 |         | Aéroport de Léopoldville ( République démocratique du Congo)               | Douglas DC-3           | Vol de Léopoldville à Elizabethville       | 5     |         |
| 18 décembre 1949  | Crash                 |         | Aulnay-sous-Bois ( France)                                                 | Douglas DC-3           | Vol de Paris à Bruxelles                   | 8     | 0       |
| 24 juillet 1951   | Crash                 |         | Aéroport de Gao ( Mali)                                                    | Douglas DC-3           |                                            | 3     |         |
| 4 février 1952    | Crash                 |         | Kikwit ( République démocratique du Congo)                                 | Douglas C-47 Skytrain  | Vol Sabena 425 (de)                        | 16    |         |
| 14 octobre 1953   | Crash                 |         | Kelsterbach ( Allemagne)                                                   | Convair CV-240         | Crash du vol Salzbourg-Bruxelles           | 44    | 0       |
| 19 décembre 1953  | Crash                 |         | Aéroport de Zürich ( Suisse)                                               | Convair CV-240         | Vol de Zurich à Bruxelles                  | 1     | 0       |
| 3 juin 1954       | Attaque par un MiG 15 |         | Maribor ( Yougoslavie)                                                     | Douglas DC-3           | Vol de l'Aéroport de Blackbushe à Belgrade | 1     | 0       |
| 13 février 1955   | Crash                 |         | Mont Terminillo ( Italie)                                                  | Douglas DC-6           | Vol Sabena 503                             | 29    | 0       |
| 18 mai 1958       | Crash                 |         | Aéroport de Casablanca-Anfa ( Maroc)                                       | Douglas DC-7           | Crash du vol Bruxelles-Léopoldville        | 61    | 4       |
| 15 février 1961   | Crash                 |         | Berg                                                                       | Boeing 707             | Vol Sabena 548                             | 75    | 0       |
| 13 juillet 1968   | Crash                 |         | Aéroport de Lagos ( Nigeria)                                               | Boeing 707             | Vol Sabena 712                             | 7     | 0       |
| 8 mai 1972        | Détournement          |         | Aéroport de Tel-Aviv ( Israël)                                             | Boeing 707             | Vol Sabena 571 (en)                        | 3     | 0       |
| 15 février 1978   | Crash                 |         | Aéroport de Tenerife ( Espagne)                                            | Boeing 707             | Vol de Bruxelles à Tenerife                | 0     |         |
| 13 octobre 2000   | Détournement          |         | Aéroport de Malaga ( Espagne)                                              | Airbus A330-200        | Vol Sabena 689                             | 0     | 0       |
| 4 décembre 2000   | Attaque terroriste    |         | Aéroport de Bujumbura ( Burundi)                                           | Airbus A330-200        | Vol Sabena 877 (en).                       | 0     | 2       |

## Autour de la compagnie

### Bandes dessinées
- Au début des années 1970, Maurice Tillieux et le dessinateur Francis ont réalisé pour Sabena quatre planches semi-promotionnelles mettant en scène leurs héros Marc Lebut et son voisin. Ces planches ont été republiées dans l'album La Ford T dans le vent, le nom de la compagnie étant maquillé en « Babena » par simple surcharge de la lettre S.

- En 1990, Jean Roba a réalisé une bande dessinée présentant la Sabena : Sabena World Airlines, Safety Story. On y voit Boule et Bill découvrir son histoire et un Airbus de sa flotte.

- Hergé dessina un avion de la Sabena dans l'album de Tintin L'Affaire Tournesol. Quelques Savoia Marchetti SM.73 apparaissent aussi dans Le Sceptre d'Ottokar et l'édition originale de L'Île Noire.

- Dans Les Aventures de Blake et Mortimer, d'Edgar P. Jacobs, c'est lors de l'escale à Athènes d'un DC4 de la Sabena, opérant le vol Bruxelles - Le Caire, que le capitaine Blake est prétendument assassiné, dans le premier tome du Mystère de la Grande Pyramide.

### Documentaires et films
- Série télévisée de VT4 en néerlandais : Piloten[30].
- Dans le film Hôtel Rwanda (2004), l'Hôtel des Mille Collines (Kigali, Rwanda), lieu historique du génocide des Tutsi et où se déroule l'action, appartenait à la Sabena.

### Expositions et commémorations

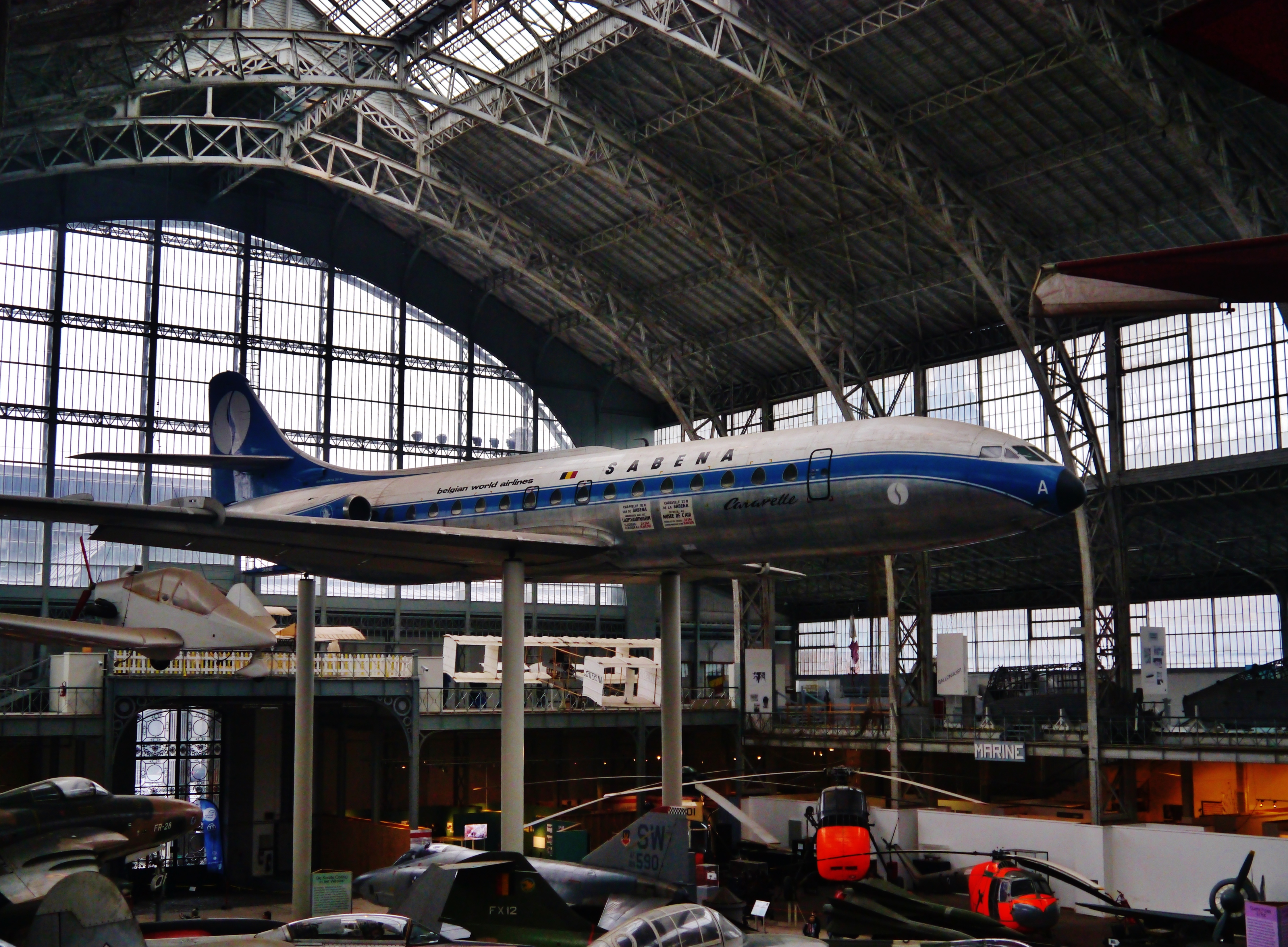
Une Caravelle de la Sabena est exposée au musée royal de l'armée et de l'histoire militaire, à Bruxelles.

- Une rétrospective de cette compagnie est organisée par le musée royal de l'armée et de l'histoire militaire en 2011 : Le progrès venait du ciel, ceci du 30 septembre 2011 au 26 février 2012.
- L'exposition Sabena: voyager glamour, est organisée au printemps 2017 à l'Atomium de Bruxelles[31].

### École de pilotage de la Sabena
Les origines d'une école en Belgique de formation au métier de pilote de ligne remontent à 1953, quand le gouvernement fédéral, qui possédait les aéronefs, décide de la création pour le compte de la compagnie nationale Sabena de l'École d'aviation civile (EAC).
L'enseignement théorique et le vol se déroulaient à l'aérodrome de Grimbergen dans un bâtiment qui n'existe plus aujourd'hui.
L'enseignement de base avait lieu sur des de Havilland DH.82 Tiger Moth, remplacés en 1968 par des SIAI Marchetti SF.260, tandis que l'enseignement avancé utilisait des Saab 91 Safir, remplacés en 1958 par des Cessna 310B et en 1981 par des Embraer EMB-121 Xingu.
En 1991, le gouvernement belge donne l'École d'aviation civile à la Sabena. Elle est dans un premier temps renommée « Belgian Aviation School » puis « Sabena Air Training Center », et déménage dans un nouveau bâtiment à l'aéroport de Bruxelles. Il est parallèlement décidé de délivrer l'enseignement pratique en vol à Phoenix aux États-Unis car la météo en Arizona permet 365 jours de vols par an dans un environnement de trafic aérien complexe. Malgré la faillite de la compagnie aérienne en 2001, l'académie continue ses activités. En 2004, l'école est vendue à deux anciens gestionnaires de la Sabena, Jacques Waldeyer et Kris Van Den Bergh, et devient la « Sabena Flight Academy ».
L'école est finalement absorbée en 2008 par le groupe canadien CAE,. L'acquisition de la SFA par CAE a été conduite dans le cadre de la création d'un réseau mondial d'écoles de pilotage, la CAE Global Academy. En 2012, CAE rachète l'école de pilotage anglaise Oxford Aviation Academyet l'école belge change une nouvelle fois de nom pour devenir la CAE Oxford Aviation Academy Brussels.

### Sociétés associées

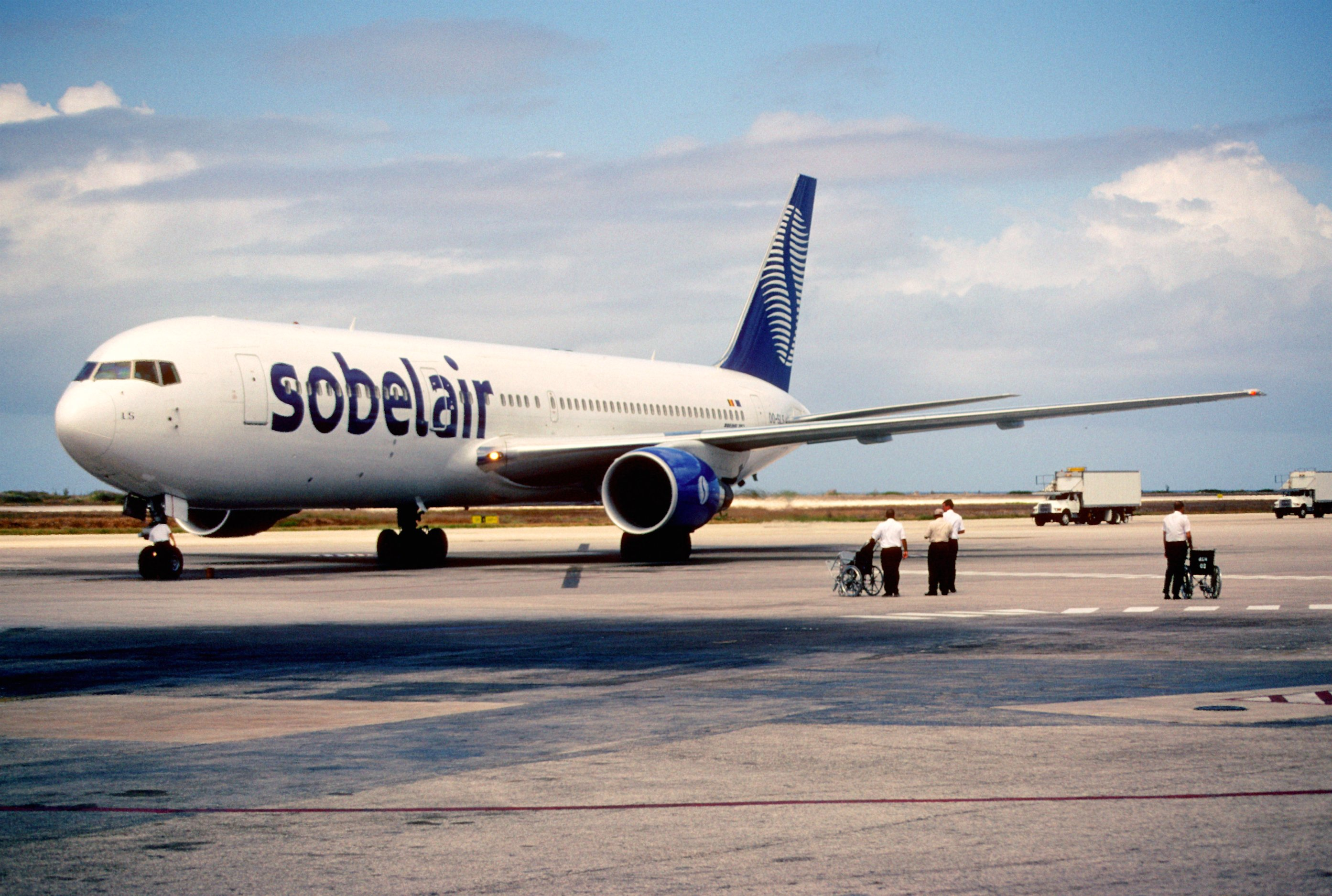
La Sobelair était la compagnie charter de la Sabena (ici un Boeing 767-300).

#### Compagnies aériennes
- Air Meuse, filiale régionale fondée le 11 septembre 1990.
- Delta Air Transport, filiale fondée en 1966.
- Sobelair, filiale charter fondée le 30 juillet 1946
- Swissair, actionnaire à 49,5% de la Sabena depuis 1995.

#### Autres sociétés

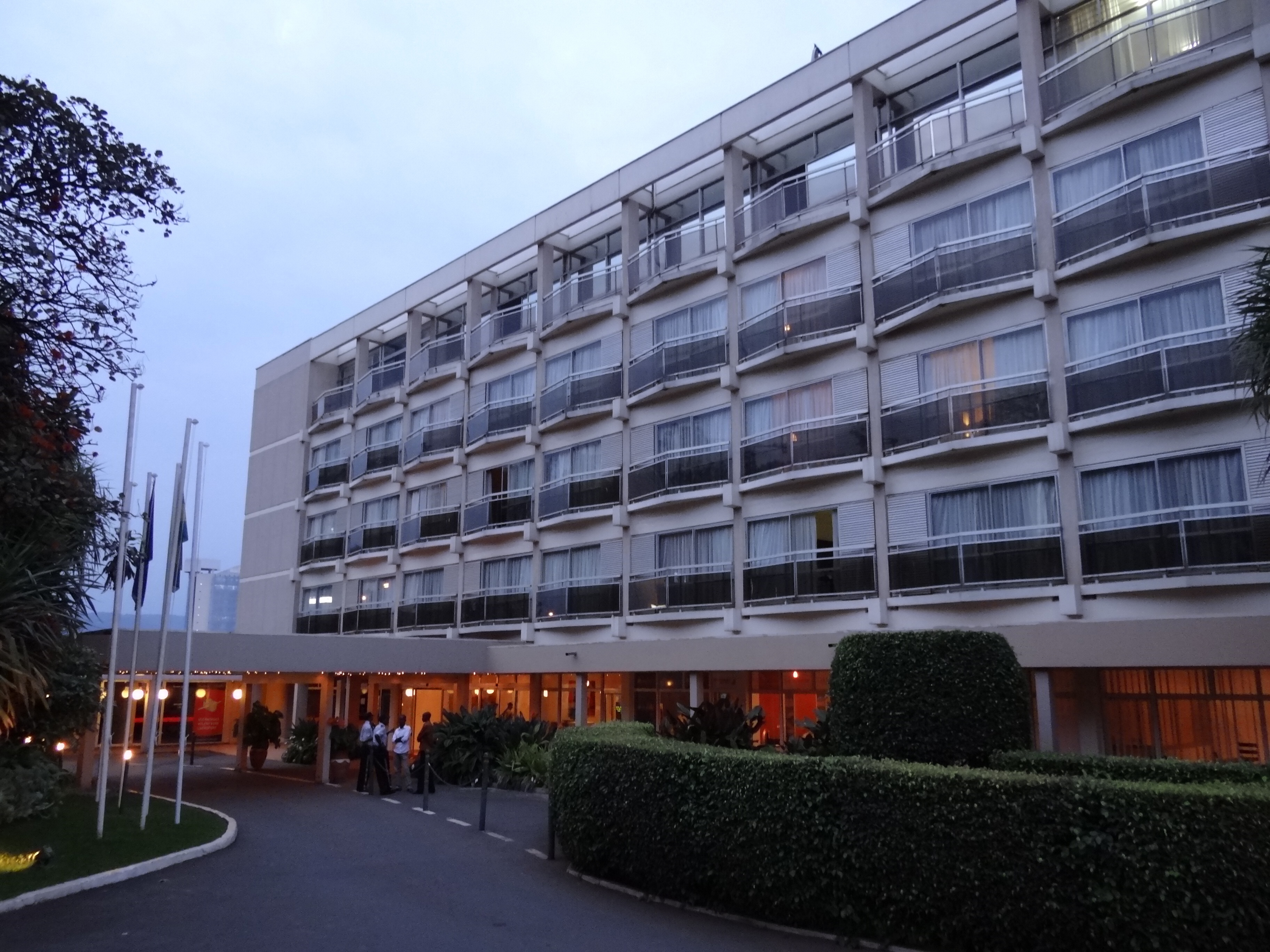
L'hôtel des Mille Collines à Kigali, au Rwanda, appartenait à la Sabena.

La Sabena disposait de nombreuses filiales et sociétés où elle était actionnaire majoritaire. Parmi elles : 
- BFSC (Belgian Fuel and Service Company)
- Sabbel Insurance Ltd, société off-shore basée aux Bermudes dans le but d'assurer les activités non liées aux secteur aéronautique[42].
- Sabena Aerospace
- Sabena Catering
- Sabena Handling
- Sabena Hotels, société disposant de plusieurs hôtels pour la compagnie dans le monde[43], notamment:
  - Bruxelles : hôtel Carrefour de l'Europe, Sodehotel
  - Conakry (Guinée) : hôtel Palm Camayenne
  - Kigali (Rwanda) : hôtel des Mille Collines
  - Kinshasa (République démocratique du Congo) : hôtel Memling
- Sabena Flight Academy aujourd'hui filiale du groupe CAE.
- Sabena Technics

Ces sociétés ont pour la plupart été liquidées par la curatelle après la faillite de la Sabena, ou ont été cédées afin de poursuivre leurs activités via d'autres actionnaires.

### Autres

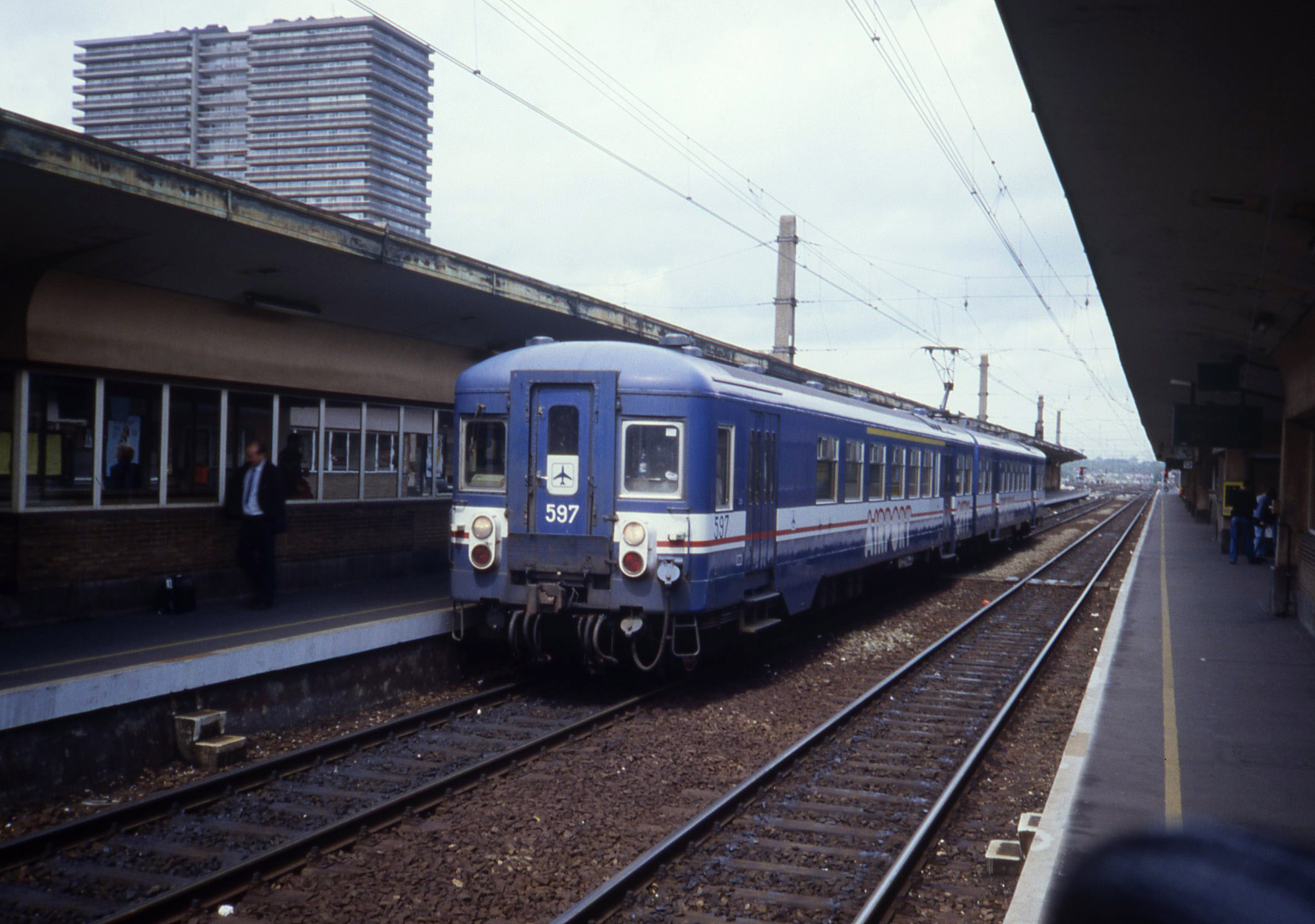
Un train de la SNCB assurant la liaison entre les gares Bruxelles et celle de son aéroport aux couleurs de la Sabena, en 1990.

- L'astéroïde (15329) Sabena découverte en 1993 par Eric Walter Elst porte le nom de la compagnie aérienne.
- La SNCB avait peint certains de ses trains assurant la liaison entre les gares Bruxelles et celle de son aéroport aux couleurs de la Sabena.
- Il existe toujours un aéroclub nommé « Sabena Aeroclub »[45], basé à l'aérodrome de Grimbergen, dans la province du Brabant flamand.
- Sabena est une chanson du rappeur belge Roméo Elvis, sortie en 2017 sur son album Morale 2.
- Les ingénieurs de la Sabena sont à l'initiative de la création de l'ouverture de queue pivotante (swingtail) sur l'arrière d'un avion-cargo Douglas DC-4 en 1967. Cela permettait le chargement de pièces longues et encombrantes qui ne pouvaient normalement pas entrer par la porte cargo existante[46].
- Dans la culutre populaire belge, sabenien est un néologisme utilisé pour désigner le personnel employé par la Sabena[47].
- Lors de la faillite, l'acronyme SABENA fut dérivé de manière sarcastique en anglais par Such A Bad Experience Never Again[48], qui peut se traduire en français par : « plus jamais une si mauvaise expérience ».